# Liste der Stolpersteine in Marburg
Die Liste der Stolpersteine in Marburg führt die vom Künstler Gunter Demnig verlegten Stolpersteine in der Universitätsstadt Marburg in Hessen auf, die an das Schicksal der Menschen erinnern, die im Nationalsozialismus ermordet, deportiert, vertrieben oder in den Suizid getrieben wurden. Bei zwölf Verlegungen seit März 2006 wurden an 37 Verlegeorten im Stadtgebiet Marburg bisher insgesamt 95 Stolpersteine verlegt. (Stand: Oktober 2018)

## Liste
Die Tabelle ist teilweise sortierbar, die Grundsortierung erfolgt alphabetisch nach der Adresse.
| Adresse                 | Person(en)                      | Verlegedatum  | Inschrift | Information | Bild                                                    |
| ----------------------- | ------------------------------- | ------------- | --- | --- | ------------------------------------------------------- |
| Am Krekel 3 1/2 ⊙       | Heinrich Wilhelm Schäfer        | 16. Nov. 2006 | Hier wohnte Heinrich W. Schäfer Jg. 1902 verhaftet 30.9.1943 hingerichtet 6.6.1944                                                                                  | Heinrich Wilhelm Schäfer wurde 1902 geboren und wohnte Am Krekel 3½, dem damaligen „sozialen Brennpunkt“ Marburgs. Der gelernte Elektriker und Heizer stand seit seinem 13. Lebensjahr im Konflikt mit dem Gesetz wegen Einbruchs und Diebstahl. Nach mehreren Aufenthalten in Gefängnissen wurde er vom Nazi-Regime zum „Berufsverbrecher“ erklärt und wegen Hochverrat und Wehrkraftzersetzung zum Tode verurteilt, weil er geäußert hatte, dass das deutsche Volk den Krieg nicht gewinnen würde. 1944 wurde Heinrich Wilhelm Schäfer im Strafgefängnis Frankfurt-Preungesheim enthauptet. Er hinterließ Frau und Kinder. Sein Vater und sein Bruder starben in KZs. Vater Philipp Schäfer, geboren 1879, war Mitglied der SPD und wurde 1937 verhaftet. Zuerst war er im KZ Mauthausen und von 1939 bis zu seinem Todestag am 7.5.1942 im KZ Dachau inhaftiert. Der Bruder Emil Josef Schäfer, geboren 1912 in Marburg, war im „Arbeitserziehungslager“ KZ Breitenau und wurde am 23. März 1942 im KZ Buchenwald ermordet. |                                                         |
| Afföllerstraße 21 ⊙     | Karl Fritz Bode                 | 29. Sep. 2011 | Hier wohnte Karl Fritz Bode Jg. 1896 verhaftet 1934 eingewiesen 1934 Heilanstalt Münster verlegt 1941 Hadamar ermordet 23.6.1941 Aktion T4                          | Karl Fritz Bode wurde 1896 in Cölbe bei Marburg geboren. Unter dem Pseudonym „Wolfgang Rollin“ veröffentlichte er zahlreiche Gedichte, Reisebeschreibungen und das „Marburg Lied“, wodurch er eine gewisse Popularität erlangte. Diese nutzte er, um auf Missstände in Bildung und Politik hinzuweisen und verlangte diese abzuschaffen. Durch sein Engagement verstrickte er sich aber nicht nur in den Seilschaften der vom Nationalsozialismus geprägten Marburger Gesellschaft, sondern auch in die der Justiz, die ihre prozessualen Möglichkeiten geschickt ausschöpfte um Karl Fritz Bode, bei dem „keine Zeichen einer Geisteskrankheit“ vorlagen, dennoch als einen „typisch querulatorisch uneinsichtigen Psychopathen“ zu diffamieren. Wegen seines unbequemen Verhaltens wurde Bode zu einer mehrjährigen Haftstrafe in einer „Heilanstalt einer Strafanstalt“ verurteilt. Die Freiheit erlangte er nicht mehr. Bis zu seiner Ermordung lebte er in den verschiedensten Heil- und Pflegeanstalten. Im Rahmen des nationalsozialistischen Euthanasie-Programms wurde Karl Fritz Bode alias Wolfgang Rollin wohl noch am Tag seiner Verlegung von der „Haftheilanstalt Haina“ nach Hadamar bei Limburg am 26. Juni 1941 im Alter von 45 Jahren ermordet. |                                                         |
| Bahnhofstraße 3 ⊙       | Richard Hartmann                | 6. Okt. 2012  | Hier wohnte Richard Hartmann Jg. 1896 eingewiesen 1922 Landesheilanstalt Marburg/Scheuern verlegt 16.5.1941 Hadamar ermordet 16.5.1941 Aktion T4                    | Richard Hartmann wurde als drittes Kind von Carl Hartmann und Lucie geb. Försterling 1896 in Marburg geboren. Sein Vater war Gründer und Inhaber des Kaufhauses C. A. Hartmann in der Bahnhofstraße (heute Kaufhaus TEKA), einem Ausstattungsgeschäft speziell für den Haushalt, das er mit großer Energie aufgebaut hatte. Ein Teil der Waren wie Gardinen, Sofas, Textilien wurden in eigenen Werkstätten selbst hergestellt beziehungsweise weiter verarbeitet. Hartmann hatte bis zu 200 Angestellte. Richard wuchs in einer großen Familie mit viel Personal auf. Er besuchte bis zu seinem 15. Lebensjahr eine Privatschule und arbeitete dann im väterlichen Betrieb. Er wurde mit Aufgaben in der Buchhaltung betraut. Richard Hartmann war psychisch krank. Er wurde von Professor Wollenberg betreut und musste immer wieder in eine private psychiatrische Klinik eingewiesen werden. Die Krankheit machte den jungen Mann aggressiv und die Familie erinnert sich noch genau an Tätlichkeiten beim Mittagessen. Das war im Februar 1922. Der Geschäftshaushalt mit seinen Anforderungen und den damaligen Vorstellungen von Konventionen ließ es nicht mehr zu, ihn im Haus zu belassen. Er wurde am 8. Februar 1922 in die Landesheilanstalt in Cappel eingewiesen. Dort wohnte er in einem Einzelzimmer und wurde von seiner Familie mehrmals wöchentlich besucht. Sie gingen mit ihm im Park der Anstalt spazieren, nahmen ihn zu Autofahrten mit und brachten ihm Essen, das er sich gewünscht hatte. Die damalige Diagnose: Schizophrenie. In der Anstalt selbst wurden den Patienten Gymnastikstunden oder gemeinsames Basteln angeboten. Richard konnte dem aber nichts abgewinnen, er liebte die Musik, die ihm über die Zeit half. Elf Jahre nach seiner Einweisung änderte sich auch für ihn das Leben in der Landesheilanstalt. Im Nationalsozialismus herrschte der Gedanke vom „unwerten Leben“, das es „auszumerzen“ galt. Psychisch Kranke und Behinderte wurden als Kostenfaktor und Belastung für die Gesellschaft eingestuft. Am 28. April 1941 wurde Richard Hartmann mit weiteren rund 80 Patienten von Cappel in die „Heilerziehungs- und Pflegeanstalt“ Scheuern bei Nassau (Lahn) verlegt. Dort wurde er wie folgt beschrieben: „... völlig ausgebrannter Schizophrener mit keinerlei Connex zur Umwelt, sitzt stumpf vor sich hinstarrend auf einem Fleck, ist nicht ansprechbar“. Von Scheuern wurde Richard Hartmann am 16. Mai 1941 mit dem Bus nach Hadamar gebracht und dort bei der Ankunft vergast. Das Todesdatum im Sterberegister wurde gefälscht, um die Angehörigen zu täuschen. Auch die angegebene Todesursache „aktivierte Lungentuberkulose, Blutsturz“ war frei erfunden. |                                                         |
| Bahnhofstraße 10 ⊙      | Dina Lucas                      | 1. März 2007  | Hier wohnte Dina Lucas Jg. 1866 deportiert 1942 Theresienstadt ermordet 29.9.1942 Treblinka                                                                         | Dina Goldine Lucas wurde 1866 in Marburg als zweites Kind des Uhrmachers und Juweliers Bernhard Lucas und seiner Ehefrau Bertha (Brendel) Falkenstein geboren. Sie war eine ältere Schwester des Rabbiners Dr. Leopold Lucas (1872–1943). Dina Lucas besuchte zusammen mit ihrer Schwester Fanny Frieda Lucas (1869–1936) für kurze Zeit die neu gegründete Elisabethschule, später ließ sie sich zur Dentistin ausbilden. 1910 wurde ihr Dentallabor in das Gewerberegister der Stadt Marburg eingetragen. Sie lebte und arbeitete fast ihr gesamtes Leben zusammen mit ihrer Schwester in der Bahnhofstraße 10. Offenbar war sie erfolgreich, denn auch 1933 führte sie noch ihre Praxis. Doch mit den Diskriminierungen der NS-Zeit verlor Dina Lucas die Kassenzulassung und durfte nur noch jüdische Patienten behandeln. Als ihre Schwester 1936 starb, blieb sie einsam zurück. Für eine Emigration fühlte sie sich zu alt. 1942 musste sie einem Marburger Geschäftsmann unter Zwang das Vorkaufsrecht an ihrem Haus einräumen und selbst in ein Ghettohaus umziehen. Kurz darauf wurde ihr ein „Heimeinkaufsvertrag“ über 9.000 RM (heute etwa 45.000 €) für das Ghetto Theresienstadt aufgezwungen. Mit der 3. Deportation von Marburg wurde Dina Lucas am 6. September 1942 nach Kassel und am nächsten Tag von dort nach Theresienstadt und von dort weiter ins Vernichtungslager Treblinka verschleppt, wo sie am 29. September 1942 ermordet wurde. An ihren Bruder erinnert seit 1987 in Marburg die Leopold-Lucas-Straße. |                                                         |
| Bahnhofstraße 18 ⊙      | Ludwig Bachrach                 | 29. Sep. 2011 | Hier wohnte Ludwig Bachrach Jg. 1884 Berufsverbot 1933 Flucht 1933 Frankreich tot 1942 in Dijon                                                                     | 1911 eröffnete der Rechtsanwalt Dr. Ludwig Bachrach ein Rechtsanwalts- und Notariatsbüro im Haus seines Vaters in der Bahnhofstraße 36 in Marburg. 1914 bezog er mit seiner Frau Bertha geb. Bachrach eine Mietwohnung in der Bahnhofstraße 18. Sieben Jahre später verlegte er seine Büroräume in die erste Etage des Geschäfts- und Bürohauses Bahnhofstraße 13. Er hatte bis zu 11 Kanzleiangestellte, sowie jeweils einen Assessor und einen Referendar. Die Gesetze und Erlasse aus dem Jahr 1933 bedeuteten bereits das Ende der freien und uneingeschränkten Berufstätigkeit der jüdischen Rechtsanwälte und Notare. Die Justizbehörden und die nichtjüdische Konkurrenz versuchten darüber hinaus Dr. Ludwig Bachrach zu kriminalisieren. Am 6. Juni 1933 schickten drei Marburger Rechtsanwälte ein Schreiben an den Landgerichtspräsidenten, in dem sie Bachrach der Falschbeurkundung im Jahr 1925 beschuldigten. Daraufhin wurde Bachrach in Untersuchungshaft genommen. Er erlitt daraufhin einen Nervenzusammenbruch und musste in der Klinik behandelt werden. An den Beschuldigungen und Denunziationen war ein Angestellter Bachrachs, ein nichtjüdischer Anwalt, der nach dessen Flucht die Kanzlei übernahm und nach dem Krieg Staatsanwalt wurde, federführend beteiligt. Die Anschuldigungen konnten nicht bewiesen werden. Im Herbst 1933 floh die Familie Bachrach mit ihren in Marburg geborenen Söhnen, Walter Helmut (* 1915) und Albrecht Artur (* 1922), die beide auf die Martin-Luther-Schule gegangen waren, nach Straßburg und dann weiter nach Dijon in Frankreich. 1934 wurde in Deutschland steckbrieflich nach Dr. Bachrach gefahndet und sein gesamtes Vermögen beschlagnahmt. Er war zu dieser Zeit bereits stark gesundheitlich beeinträchtigt. Ludwig Bachrach, der 1884 in Neustadt geboren worden war, starb mit 57 Jahren am 8. März 1942 in Dijon. Seine Söhne Walter Helmut und Albrecht Artur wurden 1942 von der Gestapo in das Sammellager Drancy bei Paris verschleppt und von dort ins KZ Auschwitz deportiert und ermordet. Die Ehefrau Bertha Bachrach geb. Bachrach, die 1894 in Neustadt geboren worden war, überlebte den Holocaust und kehrte 1958 nach Marburg zurück. Die Justiz im Nachkriegsdeutschland machte es ihr nicht leicht, zumindest ihren materiellen Besitz zurück zu erhalten. In nervenaufreibenden Gerichtsverhandlungen musste sie um ihren Besitz kämpfen. Sie heiratete in zweiter Ehe Sally Bachrach aus Neukirchen (Knüll), Schwalm-Eder-Kreis. Auch er hatte den Holocaust überlebt. Sie starb am 8. Oktober 1980 in Marburg und ihr Mann zwei Jahre später. Beide wurden auf dem jüdischen Friedhof in Marburg beerdigt. |                                                         |
| Bahnhofstraße 18 ⊙      | Bertha Bachrach                 | 29. Sep. 2011 | Hier wohnte Bertha Bachrach Geb. Bachrach Jg. 1894 Flucht 1933 Frankreich überlebt                                                                                  | 1911 eröffnete der Rechtsanwalt Dr. Ludwig Bachrach ein Rechtsanwalts- und Notariatsbüro im Haus seines Vaters in der Bahnhofstraße 36 in Marburg. 1914 bezog er mit seiner Frau Bertha geb. Bachrach eine Mietwohnung in der Bahnhofstraße 18. Sieben Jahre später verlegte er seine Büroräume in die erste Etage des Geschäfts- und Bürohauses Bahnhofstraße 13. Er hatte bis zu 11 Kanzleiangestellte, sowie jeweils einen Assessor und einen Referendar. Die Gesetze und Erlasse aus dem Jahr 1933 bedeuteten bereits das Ende der freien und uneingeschränkten Berufstätigkeit der jüdischen Rechtsanwälte und Notare. Die Justizbehörden und die nichtjüdische Konkurrenz versuchten darüber hinaus Dr. Ludwig Bachrach zu kriminalisieren. Am 6. Juni 1933 schickten drei Marburger Rechtsanwälte ein Schreiben an den Landgerichtspräsidenten, in dem sie Bachrach der Falschbeurkundung im Jahr 1925 beschuldigten. Daraufhin wurde Bachrach in Untersuchungshaft genommen. Er erlitt daraufhin einen Nervenzusammenbruch und musste in der Klinik behandelt werden. An den Beschuldigungen und Denunziationen war ein Angestellter Bachrachs, ein nichtjüdischer Anwalt, der nach dessen Flucht die Kanzlei übernahm und nach dem Krieg Staatsanwalt wurde, federführend beteiligt. Die Anschuldigungen konnten nicht bewiesen werden. Im Herbst 1933 floh die Familie Bachrach mit ihren in Marburg geborenen Söhnen, Walter Helmut (* 1915) und Albrecht Artur (* 1922), die beide auf die Martin-Luther-Schule gegangen waren, nach Straßburg und dann weiter nach Dijon in Frankreich. 1934 wurde in Deutschland steckbrieflich nach Dr. Bachrach gefahndet und sein gesamtes Vermögen beschlagnahmt. Er war zu dieser Zeit bereits stark gesundheitlich beeinträchtigt. Ludwig Bachrach, der 1884 in Neustadt geboren worden war, starb mit 57 Jahren am 8. März 1942 in Dijon. Seine Söhne Walter Helmut und Albrecht Artur wurden 1942 von der Gestapo in das Sammellager Drancy bei Paris verschleppt und von dort ins KZ Auschwitz deportiert und ermordet. Die Ehefrau Bertha Bachrach geb. Bachrach, die 1894 in Neustadt geboren worden war, überlebte den Holocaust und kehrte 1958 nach Marburg zurück. Die Justiz im Nachkriegsdeutschland machte es ihr nicht leicht, zumindest ihren materiellen Besitz zurück zu erhalten. In nervenaufreibenden Gerichtsverhandlungen musste sie um ihren Besitz kämpfen. Sie heiratete in zweiter Ehe Sally Bachrach aus Neukirchen (Knüll), Schwalm-Eder-Kreis. Auch er hatte den Holocaust überlebt. Sie starb am 8. Oktober 1980 in Marburg und ihr Mann zwei Jahre später. Beide wurden auf dem jüdischen Friedhof in Marburg beerdigt. |                                                         |
| Bahnhofstraße 18 ⊙      | Walter Helmut Bachrach          | 29. Sep. 2011 | Hier wohnte Walter Helmut Bachrach Jg. 1915 Flucht 1933 Frankreich interniert Drancy deportiert 1942 Auschwitz ermordet                                             | 1911 eröffnete der Rechtsanwalt Dr. Ludwig Bachrach ein Rechtsanwalts- und Notariatsbüro im Haus seines Vaters in der Bahnhofstraße 36 in Marburg. 1914 bezog er mit seiner Frau Bertha geb. Bachrach eine Mietwohnung in der Bahnhofstraße 18. Sieben Jahre später verlegte er seine Büroräume in die erste Etage des Geschäfts- und Bürohauses Bahnhofstraße 13. Er hatte bis zu 11 Kanzleiangestellte, sowie jeweils einen Assessor und einen Referendar. Die Gesetze und Erlasse aus dem Jahr 1933 bedeuteten bereits das Ende der freien und uneingeschränkten Berufstätigkeit der jüdischen Rechtsanwälte und Notare. Die Justizbehörden und die nichtjüdische Konkurrenz versuchten darüber hinaus Dr. Ludwig Bachrach zu kriminalisieren. Am 6. Juni 1933 schickten drei Marburger Rechtsanwälte ein Schreiben an den Landgerichtspräsidenten, in dem sie Bachrach der Falschbeurkundung im Jahr 1925 beschuldigten. Daraufhin wurde Bachrach in Untersuchungshaft genommen. Er erlitt daraufhin einen Nervenzusammenbruch und musste in der Klinik behandelt werden. An den Beschuldigungen und Denunziationen war ein Angestellter Bachrachs, ein nichtjüdischer Anwalt, der nach dessen Flucht die Kanzlei übernahm und nach dem Krieg Staatsanwalt wurde, federführend beteiligt. Die Anschuldigungen konnten nicht bewiesen werden. Im Herbst 1933 floh die Familie Bachrach mit ihren in Marburg geborenen Söhnen, Walter Helmut (* 1915) und Albrecht Artur (* 1922), die beide auf die Martin-Luther-Schule gegangen waren, nach Straßburg und dann weiter nach Dijon in Frankreich. 1934 wurde in Deutschland steckbrieflich nach Dr. Bachrach gefahndet und sein gesamtes Vermögen beschlagnahmt. Er war zu dieser Zeit bereits stark gesundheitlich beeinträchtigt. Ludwig Bachrach, der 1884 in Neustadt geboren worden war, starb mit 57 Jahren am 8. März 1942 in Dijon. Seine Söhne Walter Helmut und Albrecht Artur wurden 1942 von der Gestapo in das Sammellager Drancy bei Paris verschleppt und von dort ins KZ Auschwitz deportiert und ermordet. Die Ehefrau Bertha Bachrach geb. Bachrach, die 1894 in Neustadt geboren worden war, überlebte den Holocaust und kehrte 1958 nach Marburg zurück. Die Justiz im Nachkriegsdeutschland machte es ihr nicht leicht, zumindest ihren materiellen Besitz zurück zu erhalten. In nervenaufreibenden Gerichtsverhandlungen musste sie um ihren Besitz kämpfen. Sie heiratete in zweiter Ehe Sally Bachrach aus Neukirchen (Knüll), Schwalm-Eder-Kreis. Auch er hatte den Holocaust überlebt. Sie starb am 8. Oktober 1980 in Marburg und ihr Mann zwei Jahre später. Beide wurden auf dem jüdischen Friedhof in Marburg beerdigt. |                                                         |
| Bahnhofstraße 18 ⊙      | Albrecht Artur Bachrach         | 29. Sep. 2011 | Hier wohnte Albrecht Artur Bachrach Jg. 1922 Flucht 1933 Frankreich interniert Drancy deportiert 1942 Auschwitz ermordet                                            | 1911 eröffnete der Rechtsanwalt Dr. Ludwig Bachrach ein Rechtsanwalts- und Notariatsbüro im Haus seines Vaters in der Bahnhofstraße 36 in Marburg. 1914 bezog er mit seiner Frau Bertha geb. Bachrach eine Mietwohnung in der Bahnhofstraße 18. Sieben Jahre später verlegte er seine Büroräume in die erste Etage des Geschäfts- und Bürohauses Bahnhofstraße 13. Er hatte bis zu 11 Kanzleiangestellte, sowie jeweils einen Assessor und einen Referendar. Die Gesetze und Erlasse aus dem Jahr 1933 bedeuteten bereits das Ende der freien und uneingeschränkten Berufstätigkeit der jüdischen Rechtsanwälte und Notare. Die Justizbehörden und die nichtjüdische Konkurrenz versuchten darüber hinaus Dr. Ludwig Bachrach zu kriminalisieren. Am 6. Juni 1933 schickten drei Marburger Rechtsanwälte ein Schreiben an den Landgerichtspräsidenten, in dem sie Bachrach der Falschbeurkundung im Jahr 1925 beschuldigten. Daraufhin wurde Bachrach in Untersuchungshaft genommen. Er erlitt daraufhin einen Nervenzusammenbruch und musste in der Klinik behandelt werden. An den Beschuldigungen und Denunziationen war ein Angestellter Bachrachs, ein nichtjüdischer Anwalt, der nach dessen Flucht die Kanzlei übernahm und nach dem Krieg Staatsanwalt wurde, federführend beteiligt. Die Anschuldigungen konnten nicht bewiesen werden. Im Herbst 1933 floh die Familie Bachrach mit ihren in Marburg geborenen Söhnen, Walter Helmut (* 1915) und Albrecht Artur (* 1922), die beide auf die Martin-Luther-Schule gegangen waren, nach Straßburg und dann weiter nach Dijon in Frankreich. 1934 wurde in Deutschland steckbrieflich nach Dr. Bachrach gefahndet und sein gesamtes Vermögen beschlagnahmt. Er war zu dieser Zeit bereits stark gesundheitlich beeinträchtigt. Ludwig Bachrach, der 1884 in Neustadt geboren worden war, starb mit 57 Jahren am 8. März 1942 in Dijon. Seine Söhne Walter Helmut und Albrecht Artur wurden 1942 von der Gestapo in das Sammellager Drancy bei Paris verschleppt und von dort ins KZ Auschwitz deportiert und ermordet. Die Ehefrau Bertha Bachrach geb. Bachrach, die 1894 in Neustadt geboren worden war, überlebte den Holocaust und kehrte 1958 nach Marburg zurück. Die Justiz im Nachkriegsdeutschland machte es ihr nicht leicht, zumindest ihren materiellen Besitz zurück zu erhalten. In nervenaufreibenden Gerichtsverhandlungen musste sie um ihren Besitz kämpfen. Sie heiratete in zweiter Ehe Sally Bachrach aus Neukirchen (Knüll), Schwalm-Eder-Kreis. Auch er hatte den Holocaust überlebt. Sie starb am 8. Oktober 1980 in Marburg und ihr Mann zwei Jahre später. Beide wurden auf dem jüdischen Friedhof in Marburg beerdigt. |                                                         |
| Bahnhofstraße 19 ⊙      | Benno Benedict                  | 24. Aug. 2013 | Hier wohnte Dr. Benno Benedict Jg. 1861 deportiert 1942 Theresienstadt ermordet 2.10.1942                                                                           | Benno Benedict wurde 1861 im Zentrum Berlins geboren als Sohn des Textil-Kaufmanns Gabriel Benedict (* 1824) und seiner Frau Lisette geb. Levinstein/Löwenstein (* 1828). Benno hatte fünf Geschwister: Wilhelm, Martin, Leonard, Kurt [?] und Johanna Benedict. Benno besuchte ab dem siebten Lebensjahr zweieinhalb Jahre die Knabenschule des Dr. Wohlthat, danach rund zwei Jahre das Köllnische Gymnasium und schließlich bis zum 18. Lebensjahr das Friedrich-Werdersche Gymnasium. Die renommierten Schulen befanden sich im Zentrum der Stadt, wo Benno wohnte. Aus gesundheitlichen Gründen, unter anderem wegen seines Stotterns, wechselte er auf das Gymnasium Arnoldinum in Burgsteinfurt bei Münster, wo er 1882 Abitur machte. Dort hatte Rudolf Denhardt 1876 eine „Stotterheilanstalt“ eingerichtet, in der auch Benno behandelt wurde. Nach Berlin zurückgekehrt, begann er ein Chemie-Studium und wechselte nach zwei Semestern zur Humanmedizin. Nach dem Physikum 1886 setzte er von 1887 bis 1888 sein Studium in Erlangen fort, wo er 1889 promovierte und die Approbation als Arzt erhielt. Über seine Tätigkeit als Arzt und wo er gearbeitet hat, sowie über sein privates Leben ist nichts bekannt. Vermutlich blieb er unverheiratet und kinderlos. 1921, kurz vor seinem 60. Geburtstag, trat er aus der Jüdischen Glaubensgemeinschaft aus, was zuvor auch schon seine Brüder getan hatten. Von 1928 bis 1937 pendelte er zwischen München, Billafingen, Marburg (Bunsenstraße 6) und Berlin, wo er gemeldet war. Ab 1937 wohnte der inzwischen fast 76 Jahre alte Dr. Benno Benedict als „Arzt im Ruhestand“ in einer Altenwohnung des St. Elisabeth-Vereins Marburg in der Bahnhofstraße 19, dem das Haus noch heute gehört. Von diesem Haus aus wurde Benno Benedict mit der 3. Deportation am 6. September 1942 nach Kassel und am nächsten Tag von dort ins Ghetto Theresienstadt verschleppt, wo er vier Wochen später am 2. Oktober 1942 im Alter von 81 Jahren starb. In Kassel wurden noch seine letzten Wertgegenstände konfisziert: eine Armbanduhr, Wert drei RM, und eine Feuerbestattungsversicherungspolice im Wert von 73,40 RM. |                                                         |
| Bahnhofstraße 24 ⊙      | Pauline Rothschild              | 29. Sep. 2011 | Hier wohnte Pauline Rothschild Geb. Nussbaum Jg. 1853 Fluchtversuch 1939 USA tot 1.4.1941 Marburg                                                                   | 1926 übernahmen die Schwestern Minna (* 1883 in Marburg) und Johanna (* 1888 in Marburg) Rothschild das Geschäft ihres verstorbenen Vaters Zadok Rothschild in der Bahnhofstraße 24, das mindestens seit 1868 bestand. Bei der Geschäftsübernahme führte der Laden Strümpfe, Kurz-, Weiß- und Wollwaren. Die Mutter Pauline geb. Nussbaum (* 1853 in Bergen, heute Frankfurt am Main) und ihre Töchter wohnten auch in diesem Haus. Ihr älterer Bruder Moritz (* 1881 in Marburg) war nach einer Ausbildung zum Kaufmann 1912 nach Leipzig gezogen. Er konnte dem Holocaust sehr wahrscheinlich entfliehen. Am 14. Oktober 1933 hatte Käthe Werner als neue Geschäftsinhaberin die „Arisierung“ des Geschäfts Rothschild in der Oberhessischen Zeitung bekannt gemacht. Nach dem erzwungenen Verkauf meldete Minna Rothschild in ihrer Wohnung Bahnhofstraße 24 eine Vertretung für Papierwaren und Bastband an. Anfang 1934 kam die Vertretung der Basler Lebensversicherung und im September die Vertretung für Modezeitungen dazu. Der jüngeren Schwester Johanna gelang im Juli 1937 die Flucht in die USA. Die ältere Schwester Minna Rothschild blieb bei ihrer Mutter. Im August 1938 wurden die Papierwaren- und Versicherungsvertretung abgemeldet. Mutter und Tochter hatten keinerlei Einkünfte mehr. 1939 versuchten sie ebenfalls ins Ausland zu entkommen. Pauline Rothschild war zu dieser Zeit bereits 86 Jahre alt. Die Flucht gelang jedoch nicht. Im Mai 1940 mussten sie ihre Wohnung verlassen, weil jüdische Mieter nicht mehr geduldet wurden, und zur Untermiete in die Neue Kasseler Straße 13 zur Familie Goldschmidt ziehen. Pauline Rothschild starb am 1. April 1941 kurz vor ihrem 88. Geburtstag. Minna Rothschild versuchte noch nach Kuba zu entkommen, aber auch dies misslang. Am 8. Dezember 1941 wurde sie im Alter von 58 Jahren mit der 1. Deportation nach Kassel und am nächsten Tag von dort ins Ghetto Riga verschleppt und ermordet. |                                                         |
| Bahnhofstraße 24 ⊙      | Minna Rothschild                | 29. Sep. 2011 | Hier wohnte Minna Rothschild Jg. 1883 Fluchtversuch 1939 USA deportiert 1941 Riga ermordet                                                                          | 1926 übernahmen die Schwestern Minna (* 1883 in Marburg) und Johanna (* 1888 in Marburg) Rothschild das Geschäft ihres verstorbenen Vaters Zadok Rothschild in der Bahnhofstraße 24, das mindestens seit 1868 bestand. Bei der Geschäftsübernahme führte der Laden Strümpfe, Kurz-, Weiß- und Wollwaren. Die Mutter Pauline geb. Nussbaum (* 1853 in Bergen, heute Frankfurt am Main) und ihre Töchter wohnten auch in diesem Haus. Ihr älterer Bruder Moritz (* 1881 in Marburg) war nach einer Ausbildung zum Kaufmann 1912 nach Leipzig gezogen. Er konnte dem Holocaust sehr wahrscheinlich entfliehen. Am 14. Oktober 1933 hatte Käthe Werner als neue Geschäftsinhaberin die „Arisierung“ des Geschäfts Rothschild in der Oberhessischen Zeitung bekannt gemacht. Nach dem erzwungenen Verkauf meldete Minna Rothschild in ihrer Wohnung Bahnhofstraße 24 eine Vertretung für Papierwaren und Bastband an. Anfang 1934 kam die Vertretung der Basler Lebensversicherung und im September die Vertretung für Modezeitungen dazu. Der jüngeren Schwester Johanna gelang im Juli 1937 die Flucht in die USA. Die ältere Schwester Minna Rothschild blieb bei ihrer Mutter. Im August 1938 wurden die Papierwaren- und Versicherungsvertretung abgemeldet. Mutter und Tochter hatten keinerlei Einkünfte mehr. 1939 versuchten sie ebenfalls ins Ausland zu entkommen. Pauline Rothschild war zu dieser Zeit bereits 86 Jahre alt. Die Flucht gelang jedoch nicht. Im Mai 1940 mussten sie ihre Wohnung verlassen, weil jüdische Mieter nicht mehr geduldet wurden, und zur Untermiete in die Neue Kasseler Straße 13 zur Familie Goldschmidt ziehen. Pauline Rothschild starb am 1. April 1941 kurz vor ihrem 88. Geburtstag. Minna Rothschild versuchte noch nach Kuba zu entkommen, aber auch dies misslang. Am 8. Dezember 1941 wurde sie im Alter von 58 Jahren mit der 1. Deportation nach Kassel und am nächsten Tag von dort ins Ghetto Riga verschleppt und ermordet. |                                                         |
| Bahnhofstraße 30 ⊙      | Johanna Oppenheim               | 11. Mai 2010  | Hier wohnte Johanna Oppenheim geb. Cahn Jg. 1856 deportiert 1942 Theresienstadt ermordet 18.9.1942                                                                  | Johanna Oppenheim geb. Cahn (* 1856 in Königstein) heiratete Gustav Oppenheim, einen Produktenhändler (Kaufmann), der sein Geschäft an der Schlosstreppe 1 in Marburg betrieb. Das Ehepaar hatte drei gemeinsame Töchter: Emilie (* 1881), Agathe (* 1884) und Martha Oppenheim (* 1890). Die Familie wohnte zuerst am Barfüßertor 47 und ab 1911 in der Bahnhofstraße 30. 1913 starb Gustav Oppenheim. Agathe Oppenheim war ab 1895 Schülerin an der Elisabethschule und besuchte dort anschließend eine besondere Aufbauklasse (Selecta). Nach der Schule begann sie wahrscheinlich eine Lehre als Bankangestellte. 1924 zog sie aus beruflichen Gründen nach Wiesbaden und war aber 1926 wieder bei ihrer Mutter in der Bahnhofstraße 30 gemeldet. Am 4. April 1940 musste Agathe zusammen mit ihrer jüngeren Schwester Martha und ihrer Mutter in das Ghettohaus Barfüßertor 15 b ziehen. Von dort wurde Agathe Oppenheim am 31. Mai 1942 mit der 2. Deportation über Kassel ins Ghetto Lublin und dann ins Ghetto Izbica und von dort in das Vernichtungslager Sobibor verschleppt. Wann und wo sie ermordet wurde, ist nicht bekannt. Martha Oppenheim, die jüngste der drei Schwestern war von 1901 bis 1906 Schülerin an der Elisabethschule und besuchte anschließend ebenfalls eine besondere Aufbauklasse (Selecta). Über ihre berufliche Laufbahn ist nichts bekannt. Am 15. Juli 1942 musste sie und ihre 86-jährigen Mutter Johanna in das Ghettohaus in der Schwanenallee 15 umziehen, bevor beide am 6. September 1942 mit der 3. Deportation über Kassel ins Ghetto Theresienstadt verschleppt wurden. Johanna Oppenheim wurde dort am 18. September 1942 ermordet, Martha Oppenheim wahrscheinlich im KZ Auschwitz. Die älteste Tochter, Emilie Oppenheim verheiratete Brandt, wurde von ihrem Wohnort Berlin aus deportiert und in Auschwitz ermordet. |                                                         |
| Bahnhofstraße 30 ⊙      | Agathe Oppenheim                | 11. Mai 2010  | Hier wohnte Agathe Oppenheim Jg. 1884 deportiert 1942 Izbica Sobibor ermordet                                                                                       | Johanna Oppenheim geb. Cahn (* 1856 in Königstein) heiratete Gustav Oppenheim, einen Produktenhändler (Kaufmann), der sein Geschäft an der Schlosstreppe 1 in Marburg betrieb. Das Ehepaar hatte drei gemeinsame Töchter: Emilie (* 1881), Agathe (* 1884) und Martha Oppenheim (* 1890). Die Familie wohnte zuerst am Barfüßertor 47 und ab 1911 in der Bahnhofstraße 30. 1913 starb Gustav Oppenheim. Agathe Oppenheim war ab 1895 Schülerin an der Elisabethschule und besuchte dort anschließend eine besondere Aufbauklasse (Selecta). Nach der Schule begann sie wahrscheinlich eine Lehre als Bankangestellte. 1924 zog sie aus beruflichen Gründen nach Wiesbaden und war aber 1926 wieder bei ihrer Mutter in der Bahnhofstraße 30 gemeldet. Am 4. April 1940 musste Agathe zusammen mit ihrer jüngeren Schwester Martha und ihrer Mutter in das Ghettohaus Barfüßertor 15 b ziehen. Von dort wurde Agathe Oppenheim am 31. Mai 1942 mit der 2. Deportation über Kassel ins Ghetto Lublin und dann ins Ghetto Izbica und von dort in das Vernichtungslager Sobibor verschleppt. Wann und wo sie ermordet wurde, ist nicht bekannt. Martha Oppenheim, die jüngste der drei Schwestern war von 1901 bis 1906 Schülerin an der Elisabethschule und besuchte anschließend ebenfalls eine besondere Aufbauklasse (Selecta). Über ihre berufliche Laufbahn ist nichts bekannt. Am 15. Juli 1942 musste sie und ihre 86-jährigen Mutter Johanna in das Ghettohaus in der Schwanenallee 15 umziehen, bevor beide am 6. September 1942 mit der 3. Deportation über Kassel ins Ghetto Theresienstadt verschleppt wurden. Johanna Oppenheim wurde dort am 18. September 1942 ermordet, Martha Oppenheim wahrscheinlich im KZ Auschwitz. Die älteste Tochter, Emilie Oppenheim verheiratete Brandt, wurde von ihrem Wohnort Berlin aus deportiert und in Auschwitz ermordet. |                                                         |
| Bahnhofstraße 30 ⊙      | Martha Oppenheim                | 11. Mai 2010  | Hier wohnte Martha Oppenheim Jg. 1890 deportiert 1942 Theresienstadt Auschwitz ermordet                                                                             | Johanna Oppenheim geb. Cahn (* 1856 in Königstein) heiratete Gustav Oppenheim, einen Produktenhändler (Kaufmann), der sein Geschäft an der Schlosstreppe 1 in Marburg betrieb. Das Ehepaar hatte drei gemeinsame Töchter: Emilie (* 1881), Agathe (* 1884) und Martha Oppenheim (* 1890). Die Familie wohnte zuerst am Barfüßertor 47 und ab 1911 in der Bahnhofstraße 30. 1913 starb Gustav Oppenheim. Agathe Oppenheim war ab 1895 Schülerin an der Elisabethschule und besuchte dort anschließend eine besondere Aufbauklasse (Selecta). Nach der Schule begann sie wahrscheinlich eine Lehre als Bankangestellte. 1924 zog sie aus beruflichen Gründen nach Wiesbaden und war aber 1926 wieder bei ihrer Mutter in der Bahnhofstraße 30 gemeldet. Am 4. April 1940 musste Agathe zusammen mit ihrer jüngeren Schwester Martha und ihrer Mutter in das Ghettohaus Barfüßertor 15 b ziehen. Von dort wurde Agathe Oppenheim am 31. Mai 1942 mit der 2. Deportation über Kassel ins Ghetto Lublin und dann ins Ghetto Izbica und von dort in das Vernichtungslager Sobibor verschleppt. Wann und wo sie ermordet wurde, ist nicht bekannt. Martha Oppenheim, die jüngste der drei Schwestern war von 1901 bis 1906 Schülerin an der Elisabethschule und besuchte anschließend ebenfalls eine besondere Aufbauklasse (Selecta). Über ihre berufliche Laufbahn ist nichts bekannt. Am 15. Juli 1942 musste sie und ihre 86-jährigen Mutter Johanna in das Ghettohaus in der Schwanenallee 15 umziehen, bevor beide am 6. September 1942 mit der 3. Deportation über Kassel ins Ghetto Theresienstadt verschleppt wurden. Johanna Oppenheim wurde dort am 18. September 1942 ermordet, Martha Oppenheim wahrscheinlich im KZ Auschwitz. Die älteste Tochter, Emilie Oppenheim verheiratete Brandt, wurde von ihrem Wohnort Berlin aus deportiert und in Auschwitz ermordet. |                                                         |
| Barfüßertor 12          | Isidor Michel                   | 28. Apr. 2008 | Hier wohnte Isidor Michel Jg. 1892 deportiert 1941 Riga ermordet | Isidor Michel (* 1892 in Gladenbach) verließ nach Ausschreitungen gegen die Gladenbacher jüdischen Bürger mit seiner Frau Sara geb. Meier (* 1892 in Zimmersrode) und ihrer gemeinsamen Tochter Inge (* 1930 in Gladenbach) ihren Heimatort und sie zogen nach Marburg in das Haus Barfüßertor 12. Dieses Haus gehörte der Marburger Familie Freund. Isidor Michel versuchte mit einem kleinen Manufakturwarenhandel den Unterhalt für die Familie zu sichern. Nach dem Novemberpogrom 1938 musste auch dieser Handel aufgegeben werden, denn am 11. Dezember 1938 erhielt Frau Michel den entsprechenden Bescheid des Oberbürgermeisters durch die Polizei ausgehändigt. Demnach ist es sehr wahrscheinlich, dass Isidor Michel nach dem Pogrom wie viele andere jüdische Männer für einige Wochen in das Konzentrationslager Buchenwald verschleppt worden war. Sein Vater, der im August 1939 aus Gladenbach zu seinem Sohn nach Marburg gezogen war, starb dort am 12.12.1939. Isidor, Sara und Inge Michel wurden mit der 1. Deportation am 8. Dezember 1941 von Marburg nach Kassel und am nächsten Tag von dort ins Ghetto Riga deportiert. Die Familie gilt als „verschollen in Riga“, das heißt die ganze Familie wurde ermordet. |                                                         |
| Barfüßertor 12          | Sara Michel                     | 28. Apr. 2008 | Hier wohnte Sara Michel geb. Meier Jg. 1892 deportiert 1941 Riga ermordet                                                                                           | Isidor Michel (* 1892 in Gladenbach) verließ nach Ausschreitungen gegen die Gladenbacher jüdischen Bürger mit seiner Frau Sara geb. Meier (* 1892 in Zimmersrode) und ihrer gemeinsamen Tochter Inge (* 1930 in Gladenbach) ihren Heimatort und sie zogen nach Marburg in das Haus Barfüßertor 12. Dieses Haus gehörte der Marburger Familie Freund. Isidor Michel versuchte mit einem kleinen Manufakturwarenhandel den Unterhalt für die Familie zu sichern. Nach dem Novemberpogrom 1938 musste auch dieser Handel aufgegeben werden, denn am 11. Dezember 1938 erhielt Frau Michel den entsprechenden Bescheid des Oberbürgermeisters durch die Polizei ausgehändigt. Demnach ist es sehr wahrscheinlich, dass Isidor Michel nach dem Pogrom wie viele andere jüdische Männer für einige Wochen in das Konzentrationslager Buchenwald verschleppt worden war. Sein Vater, der im August 1939 aus Gladenbach zu seinem Sohn nach Marburg gezogen war, starb dort am 12.12.1939. Isidor, Sara und Inge Michel wurden mit der 1. Deportation am 8. Dezember 1941 von Marburg nach Kassel und am nächsten Tag von dort ins Ghetto Riga deportiert. Die Familie gilt als „verschollen in Riga“, das heißt die ganze Familie wurde ermordet. |                                                         |
| Barfüßertor 12          | Inge Michel                     | 28. Apr. 2008 | Hier wohnte Inge Michel Jg. 1930 deportiert 1941 Riga ermordet | Isidor Michel (* 1892 in Gladenbach) verließ nach Ausschreitungen gegen die Gladenbacher jüdischen Bürger mit seiner Frau Sara geb. Meier (* 1892 in Zimmersrode) und ihrer gemeinsamen Tochter Inge (* 1930 in Gladenbach) ihren Heimatort und sie zogen nach Marburg in das Haus Barfüßertor 12. Dieses Haus gehörte der Marburger Familie Freund. Isidor Michel versuchte mit einem kleinen Manufakturwarenhandel den Unterhalt für die Familie zu sichern. Nach dem Novemberpogrom 1938 musste auch dieser Handel aufgegeben werden, denn am 11. Dezember 1938 erhielt Frau Michel den entsprechenden Bescheid des Oberbürgermeisters durch die Polizei ausgehändigt. Demnach ist es sehr wahrscheinlich, dass Isidor Michel nach dem Pogrom wie viele andere jüdische Männer für einige Wochen in das Konzentrationslager Buchenwald verschleppt worden war. Sein Vater, der im August 1939 aus Gladenbach zu seinem Sohn nach Marburg gezogen war, starb dort am 12.12.1939. Isidor, Sara und Inge Michel wurden mit der 1. Deportation am 8. Dezember 1941 von Marburg nach Kassel und am nächsten Tag von dort ins Ghetto Riga deportiert. Die Familie gilt als „verschollen in Riga“, das heißt die ganze Familie wurde ermordet. |                                                         |
| Barfüßertor 15 b        | Hugo Moses                      | 11. Mai 2010  | Hier wohnte Hugo Moses Jg. 1887 deportiert 1942 Izbica Sobibor ermordet                                                                                             | Die Familie Moses war Mitte der 1880er Jahre nach Marburg gekommen. Vater Moritz Moses eröffnete am Steinweg 36 die Firma „Deutscher Herren-Kleider-Bazar“. 1910 wohnte er mit seiner Frau Mathilde und den sechs Söhnen Hugo (* 1887), Julius, Max, Siegfried (* 1891), Arthur und Ludwig Moses (* 1899) in der Frankfurter Straße 57. Nach dem Tod ihres Mannes zog Mathilde Moses mit drei ihrer Söhne in den Roten Graben 2 in Marburg. Arthur Moses wurde Besitzer der Wäschefabrik „Progress“ in Köln. 1923 kaufte er für seine Familie das Haus am Barfüßertor 15b in Marburg. Hier wohnten seine Mutter und seine drei Brüder Hugo, Siegfried und Ludwig Moses. Im Februar 1921 meldete Siegfried Moses einen Handel für Seifenpulver, Seife und Schuhcreme an und ab 1924, unter Beteiligung seines Bruders Ludwig Moses, handelte er auch mit Farben. Allerdings reichte der Verdienst nicht für ihren Lebensunterhalt, weshalb ihr Bruder Arthur Moses sie von Köln aus unterstützte. Die Brüder standen auf der nach dem Pogrom vom 9. November 1938 herausgegebenen „Arisierungsliste“. Am 10. Dezember 1938 unterschrieben sie die Verfügung des Oberbürgermeisters von Marburg zur Schließung ihres Gewerbes. Arthur Moses unterstützte daraufhin die drei Brüder bis zu seiner Auswanderung 1939 nach New York mit monatlich 250 Reichsmark (RM) und der Lohnzahlung für ihre Haushälterin Rosa Seligmann, geb. Schönberg (* 1883 in Welterod, Rheinland-Pfalz), die wahrscheinlich verwitwet war. Nach der „Arisierung“ wurde das Haus der Brüder Moses am Barfüßertor 15b zum Ghettohaus, das heißt hier wohnten zwangsweise außerdem die Familie Rosenberg und die Schwestern Agathe und Martha Oppenheim mit ihrer Mutter. Die Brüder Moses wurden am 31. Mai 1942 mit der 2. Deportation über Kassel ins Ghetto Lublin deportiert. Dort wurden arbeitsfähige Männer für das KZ Majdanek herausgesucht – darunter Siegfried Moses, der dort am 23.06.1942 ermordet wurde. Die Brüder Ludwig und Hugo Moses wurden in das Vernichtungslager Sobibor verschleppt, wo sie direkt nach der Ankunft am 3. Juni 1942 ermordet wurden. Rosa Seligmann wurde mit den anderen Bewohnern des Hauses Barfüßertor 15b ebenfalls am 31. Mai 1942 ins Ghetto Lublin deportiert. Dort wurde sie über das Ghetto Izbica in das Konzentrations- und Vernichtungslager Sobibor verschleppt. Wann und wo genau sie ermordet wurde, ist nicht bekannt. Nach der Deportation aller Bewohner des Hauses wurde das Haus geplündert. Es bewarben sich 104 Personen um den Kauf des Hauses Barfüßertor 15b, unter anderen ein Marburger Bürger mit der zynischen Begründung, „auch einen Teil dazu beigetragen zu haben, dass das Haus judenfrei wird“. |                                                         |
| Barfüßertor 15 b        | Siegfried Fritz Moses           | 11. Mai 2010  | Hier wohnte Siegfried Fritz Moses Jg. 1891 deportiert 1942 Izbica Sobibor ermordet 23.6.1942 Majdanek                                                               | Die Familie Moses war Mitte der 1880er Jahre nach Marburg gekommen. Vater Moritz Moses eröffnete am Steinweg 36 die Firma „Deutscher Herren-Kleider-Bazar“. 1910 wohnte er mit seiner Frau Mathilde und den sechs Söhnen Hugo (* 1887), Julius, Max, Siegfried (* 1891), Arthur und Ludwig Moses (* 1899) in der Frankfurter Straße 57. Nach dem Tod ihres Mannes zog Mathilde Moses mit drei ihrer Söhne in den Roten Graben 2 in Marburg. Arthur Moses wurde Besitzer der Wäschefabrik „Progress“ in Köln. 1923 kaufte er für seine Familie das Haus am Barfüßertor 15b in Marburg. Hier wohnten seine Mutter und seine drei Brüder Hugo, Siegfried und Ludwig Moses. Im Februar 1921 meldete Siegfried Moses einen Handel für Seifenpulver, Seife und Schuhcreme an und ab 1924, unter Beteiligung seines Bruders Ludwig Moses, handelte er auch mit Farben. Allerdings reichte der Verdienst nicht für ihren Lebensunterhalt, weshalb ihr Bruder Arthur Moses sie von Köln aus unterstützte. Die Brüder standen auf der nach dem Pogrom vom 9. November 1938 herausgegebenen „Arisierungsliste“. Am 10. Dezember 1938 unterschrieben sie die Verfügung des Oberbürgermeisters von Marburg zur Schließung ihres Gewerbes. Arthur Moses unterstützte daraufhin die drei Brüder bis zu seiner Auswanderung 1939 nach New York mit monatlich 250 Reichsmark (RM) und der Lohnzahlung für ihre Haushälterin Rosa Seligmann, geb. Schönberg (* 1883 in Welterod, Rheinland-Pfalz), die wahrscheinlich verwitwet war. Nach der „Arisierung“ wurde das Haus der Brüder Moses am Barfüßertor 15b zum Ghettohaus, das heißt hier wohnten zwangsweise außerdem die Familie Rosenberg und die Schwestern Agathe und Martha Oppenheim mit ihrer Mutter. Die Brüder Moses wurden am 31. Mai 1942 mit der 2. Deportation über Kassel ins Ghetto Lublin deportiert. Dort wurden arbeitsfähige Männer für das KZ Majdanek herausgesucht – darunter Siegfried Moses, der dort am 23.06.1942 ermordet wurde. Die Brüder Ludwig und Hugo Moses wurden in das Vernichtungslager Sobibor verschleppt, wo sie direkt nach der Ankunft am 3. Juni 1942 ermordet wurden. Rosa Seligmann wurde mit den anderen Bewohnern des Hauses Barfüßertor 15b ebenfalls am 31. Mai 1942 ins Ghetto Lublin deportiert. Dort wurde sie über das Ghetto Izbica in das Konzentrations- und Vernichtungslager Sobibor verschleppt. Wann und wo genau sie ermordet wurde, ist nicht bekannt. Nach der Deportation aller Bewohner des Hauses wurde das Haus geplündert. Es bewarben sich 104 Personen um den Kauf des Hauses Barfüßertor 15b, unter anderen ein Marburger Bürger mit der zynischen Begründung, „auch einen Teil dazu beigetragen zu haben, dass das Haus judenfrei wird“. |                                                         |
| Barfüßertor 15 b        | Ludwig Moses                    | 11. Mai 2010  | Hier wohnte Ludwig Moses Jg. 1899 deportiert 1942 Izbica Sobibor ermordet                                                                                           | Die Familie Moses war Mitte der 1880er Jahre nach Marburg gekommen. Vater Moritz Moses eröffnete am Steinweg 36 die Firma „Deutscher Herren-Kleider-Bazar“. 1910 wohnte er mit seiner Frau Mathilde und den sechs Söhnen Hugo (* 1887), Julius, Max, Siegfried (* 1891), Arthur und Ludwig Moses (* 1899) in der Frankfurter Straße 57. Nach dem Tod ihres Mannes zog Mathilde Moses mit drei ihrer Söhne in den Roten Graben 2 in Marburg. Arthur Moses wurde Besitzer der Wäschefabrik „Progress“ in Köln. 1923 kaufte er für seine Familie das Haus am Barfüßertor 15b in Marburg. Hier wohnten seine Mutter und seine drei Brüder Hugo, Siegfried und Ludwig Moses. Im Februar 1921 meldete Siegfried Moses einen Handel für Seifenpulver, Seife und Schuhcreme an und ab 1924, unter Beteiligung seines Bruders Ludwig Moses, handelte er auch mit Farben. Allerdings reichte der Verdienst nicht für ihren Lebensunterhalt, weshalb ihr Bruder Arthur Moses sie von Köln aus unterstützte. Die Brüder standen auf der nach dem Pogrom vom 9. November 1938 herausgegebenen „Arisierungsliste“. Am 10. Dezember 1938 unterschrieben sie die Verfügung des Oberbürgermeisters von Marburg zur Schließung ihres Gewerbes. Arthur Moses unterstützte daraufhin die drei Brüder bis zu seiner Auswanderung 1939 nach New York mit monatlich 250 Reichsmark (RM) und der Lohnzahlung für ihre Haushälterin Rosa Seligmann, geb. Schönberg (* 1883 in Welterod, Rheinland-Pfalz), die wahrscheinlich verwitwet war. Nach der „Arisierung“ wurde das Haus der Brüder Moses am Barfüßertor 15b zum Ghettohaus, das heißt hier wohnten zwangsweise außerdem die Familie Rosenberg und die Schwestern Agathe und Martha Oppenheim mit ihrer Mutter. Die Brüder Moses wurden am 31. Mai 1942 mit der 2. Deportation über Kassel ins Ghetto Lublin deportiert. Dort wurden arbeitsfähige Männer für das KZ Majdanek herausgesucht – darunter Siegfried Moses, der dort am 23.06.1942 ermordet wurde. Die Brüder Ludwig und Hugo Moses wurden in das Vernichtungslager Sobibor verschleppt, wo sie direkt nach der Ankunft am 3. Juni 1942 ermordet wurden. Rosa Seligmann wurde mit den anderen Bewohnern des Hauses Barfüßertor 15b ebenfalls am 31. Mai 1942 ins Ghetto Lublin deportiert. Dort wurde sie über das Ghetto Izbica in das Konzentrations- und Vernichtungslager Sobibor verschleppt. Wann und wo genau sie ermordet wurde, ist nicht bekannt. Nach der Deportation aller Bewohner des Hauses wurde das Haus geplündert. Es bewarben sich 104 Personen um den Kauf des Hauses Barfüßertor 15b, unter anderen ein Marburger Bürger mit der zynischen Begründung, „auch einen Teil dazu beigetragen zu haben, dass das Haus judenfrei wird“. |                                                         |
| Barfüßertor 15 b        | Rosa Seligmann                  | 11. Mai 2010  | Hier wohnte Rosa Seligmann geb. Schönberg Jg. 1883 deportiert 1942 Izbica Sobibor ermordet                                                                          | Die Familie Moses war Mitte der 1880er Jahre nach Marburg gekommen. Vater Moritz Moses eröffnete am Steinweg 36 die Firma „Deutscher Herren-Kleider-Bazar“. 1910 wohnte er mit seiner Frau Mathilde und den sechs Söhnen Hugo (* 1887), Julius, Max, Siegfried (* 1891), Arthur und Ludwig Moses (* 1899) in der Frankfurter Straße 57. Nach dem Tod ihres Mannes zog Mathilde Moses mit drei ihrer Söhne in den Roten Graben 2 in Marburg. Arthur Moses wurde Besitzer der Wäschefabrik „Progress“ in Köln. 1923 kaufte er für seine Familie das Haus am Barfüßertor 15b in Marburg. Hier wohnten seine Mutter und seine drei Brüder Hugo, Siegfried und Ludwig Moses. Im Februar 1921 meldete Siegfried Moses einen Handel für Seifenpulver, Seife und Schuhcreme an und ab 1924, unter Beteiligung seines Bruders Ludwig Moses, handelte er auch mit Farben. Allerdings reichte der Verdienst nicht für ihren Lebensunterhalt, weshalb ihr Bruder Arthur Moses sie von Köln aus unterstützte. Die Brüder standen auf der nach dem Pogrom vom 9. November 1938 herausgegebenen „Arisierungsliste“. Am 10. Dezember 1938 unterschrieben sie die Verfügung des Oberbürgermeisters von Marburg zur Schließung ihres Gewerbes. Arthur Moses unterstützte daraufhin die drei Brüder bis zu seiner Auswanderung 1939 nach New York mit monatlich 250 Reichsmark (RM) und der Lohnzahlung für ihre Haushälterin Rosa Seligmann, geb. Schönberg (* 1883 in Welterod, Rheinland-Pfalz), die wahrscheinlich verwitwet war. Nach der „Arisierung“ wurde das Haus der Brüder Moses am Barfüßertor 15b zum Ghettohaus, das heißt hier wohnten zwangsweise außerdem die Familie Rosenberg und die Schwestern Agathe und Martha Oppenheim mit ihrer Mutter. Die Brüder Moses wurden am 31. Mai 1942 mit der 2. Deportation über Kassel ins Ghetto Lublin deportiert. Dort wurden arbeitsfähige Männer für das KZ Majdanek herausgesucht – darunter Siegfried Moses, der dort am 23.06.1942 ermordet wurde. Die Brüder Ludwig und Hugo Moses wurden in das Vernichtungslager Sobibor verschleppt, wo sie direkt nach der Ankunft am 3. Juni 1942 ermordet wurden. Rosa Seligmann wurde mit den anderen Bewohnern des Hauses Barfüßertor 15b ebenfalls am 31. Mai 1942 ins Ghetto Lublin deportiert. Dort wurde sie über das Ghetto Izbica in das Konzentrations- und Vernichtungslager Sobibor verschleppt. Wann und wo genau sie ermordet wurde, ist nicht bekannt. Nach der Deportation aller Bewohner des Hauses wurde das Haus geplündert. Es bewarben sich 104 Personen um den Kauf des Hauses Barfüßertor 15b, unter anderen ein Marburger Bürger mit der zynischen Begründung, „auch einen Teil dazu beigetragen zu haben, dass das Haus judenfrei wird“. |                                                         |
| Barfüßerstraße 50       | Samuel Meyer                    | Dez. 2016     | Hier wohnte Samuel Meyer Jg. 1863 unfreiwillig verzogen 1939 Rheydt deportiert 1942 Theresienstadt 1942 Treblinka ermordet                                          | Samuel Meyer (* 1863 in Weener, Ostfriesland) heiratete in 1. Ehe Bertha Eichelberg, eine Tochter von Menke Eichelberg, der aus einer alteingesessenen Marburger Familie stammte und hier 1865 eine Stoffhandlung gegründet hatte. 1893 trat Samuel Meyer als Teilhaber in dieses Textil- und Stoffgeschäft ein. 1899 zog das Geschäft in das Haus Barfüßerstraße 50, das 1960 abgerissen und durch das Sparkassengebäude ersetzt wurde. Als Bertha Meyer 1904 starb, war die gemeinsame Tochter Estella (* 1895) erst neun Jahre alt. Samuel Meyer heiratete in 2. Ehe Elise Klein aus Rheydt, das heute zu Mönchengladbach gehört. 1920 heiratete Estella Alfred Rosenberg (* 1888 in Münster), der als Teilhaber in das Geschäft eintrat. Im ersten Stock des Hauses wohnte die ältere Generation, Samuel Meyer und Elise. Im zweiten Stock wohnte die jüngere Generation, Estella und Alfred Rosenberg mit ihren Kindern Ruth Beate (* 1922) und Walter Martin (* 1929). Das Geschäft führte Damen-, Herren- und Kinderbekleidung, Bettwäsche, Tischdecken und Ähnliches. Im Zuge der Pogromnacht vom 9. auf den 10. November 1938 wurde Alfred Rosenberg verhaftet und ins KZ Buchenwald verschleppt. Am 14. Oktober 1938 wurde das Geschäft zwangsweise geschlossen. Das Wohn- und Geschäftshaus musste im Juni 1939 für nur 39300 Reichsmark an die Stadt Marburg verkauft werden. Das Ehepaar Meyer zog 1939 gezwungener Maßen in ein israelitisches Altenheim nach Rheydt. Beide wurden am 25. Juli 1942 ab Düsseldorf in das Ghetto Theresienstadt verschleppt und von dort am 21. September 1942 in das Vernichtungslager Treblinka transportiert und ermordet. Die Familie Rosenberg wohnte ab 1939 im Ghettohaus der Brüder Moses in der Barfüßerstraße 15b. Ein Versuch, nach Südamerika auszuwandern, schlug fehl. Alfred Rosenberg musste nach seiner Entlassung aus dem KZ Buchenwald bei Straßenbauarbeiten in der Neuen Kasseler Straße und im Winter 1941 auf dem Friedhof Zwangsarbeit leisten. Alfred und Estella Rosenberg und ihre beiden Kinder Ruth Beate und Walter Martin wurden am 31. Mai 1942 mit der 2. Deportation über Kassel ins Ghetto Lublin verschleppt. Dort wurden „arbeitsfähige“ Männer aus dem Transport herausgenommen und in das KZ Majdanek gebracht. Alfred Rosenberg wurde dort am 21. August 1942 ermordet. Die Umstände seines Todes sind nicht geklärt. Die übrigen Familienmitglieder wurden weiter in das Vernichtungslager Sobibor gebracht, wo sie direkt nach der Ankunft am 3. Juni 1942 durch Motorgase ermordet wurden. |                                                         |
| Barfüßerstraße 50       | Elise Meyer                     | Dez. 2016     | Hier wohnte Elise Meyer geb. Klein Jg. 1877 unfreiwillig verzogen 1939 Rheydt deportiert 1942 Theresienstadt 1942 Treblinka ermordet                                | Samuel Meyer (* 1863 in Weener, Ostfriesland) heiratete in 1. Ehe Bertha Eichelberg, eine Tochter von Menke Eichelberg, der aus einer alteingesessenen Marburger Familie stammte und hier 1865 eine Stoffhandlung gegründet hatte. 1893 trat Samuel Meyer als Teilhaber in dieses Textil- und Stoffgeschäft ein. 1899 zog das Geschäft in das Haus Barfüßerstraße 50, das 1960 abgerissen und durch das Sparkassengebäude ersetzt wurde. Als Bertha Meyer 1904 starb, war die gemeinsame Tochter Estella (* 1895) erst neun Jahre alt. Samuel Meyer heiratete in 2. Ehe Elise Klein aus Rheydt, das heute zu Mönchengladbach gehört. 1920 heiratete Estella Alfred Rosenberg (* 1888 in Münster), der als Teilhaber in das Geschäft eintrat. Im ersten Stock des Hauses wohnte die ältere Generation, Samuel Meyer und Elise. Im zweiten Stock wohnte die jüngere Generation, Estella und Alfred Rosenberg mit ihren Kindern Ruth Beate (* 1922) und Walter Martin (* 1929). Das Geschäft führte Damen-, Herren- und Kinderbekleidung, Bettwäsche, Tischdecken und Ähnliches. Im Zuge der Pogromnacht vom 9. auf den 10. November 1938 wurde Alfred Rosenberg verhaftet und ins KZ Buchenwald verschleppt. Am 14. Oktober 1938 wurde das Geschäft zwangsweise geschlossen. Das Wohn- und Geschäftshaus musste im Juni 1939 für nur 39300 Reichsmark an die Stadt Marburg verkauft werden. Das Ehepaar Meyer zog 1939 gezwungener Maßen in ein israelitisches Altenheim nach Rheydt. Beide wurden am 25. Juli 1942 ab Düsseldorf in das Ghetto Theresienstadt verschleppt und von dort am 21. September 1942 in das Vernichtungslager Treblinka transportiert und ermordet. Die Familie Rosenberg wohnte ab 1939 im Ghettohaus der Brüder Moses in der Barfüßerstraße 15b. Ein Versuch, nach Südamerika auszuwandern, schlug fehl. Alfred Rosenberg musste nach seiner Entlassung aus dem KZ Buchenwald bei Straßenbauarbeiten in der Neuen Kasseler Straße und im Winter 1941 auf dem Friedhof Zwangsarbeit leisten. Alfred und Estella Rosenberg und ihre beiden Kinder Ruth Beate und Walter Martin wurden am 31. Mai 1942 mit der 2. Deportation über Kassel ins Ghetto Lublin verschleppt. Dort wurden „arbeitsfähige“ Männer aus dem Transport herausgenommen und in das KZ Majdanek gebracht. Alfred Rosenberg wurde dort am 21. August 1942 ermordet. Die Umstände seines Todes sind nicht geklärt. Die übrigen Familienmitglieder wurden weiter in das Vernichtungslager Sobibor gebracht, wo sie direkt nach der Ankunft am 3. Juni 1942 durch Motorgase ermordet wurden. |                                                         |
| Barfüßerstraße 50       | Alfred Rosenberg                | Dez. 2016     | Hier wohnte Alfred Rosenberg Jg. 1888 'Schutzhaft' 1938 Buchenwald deportiert 1942 Majdanek ermordet 21.8.1942                                                      | Samuel Meyer (* 1863 in Weener, Ostfriesland) heiratete in 1. Ehe Bertha Eichelberg, eine Tochter von Menke Eichelberg, der aus einer alteingesessenen Marburger Familie stammte und hier 1865 eine Stoffhandlung gegründet hatte. 1893 trat Samuel Meyer als Teilhaber in dieses Textil- und Stoffgeschäft ein. 1899 zog das Geschäft in das Haus Barfüßerstraße 50, das 1960 abgerissen und durch das Sparkassengebäude ersetzt wurde. Als Bertha Meyer 1904 starb, war die gemeinsame Tochter Estella (* 1895) erst neun Jahre alt. Samuel Meyer heiratete in 2. Ehe Elise Klein aus Rheydt, das heute zu Mönchengladbach gehört. 1920 heiratete Estella Alfred Rosenberg (* 1888 in Münster), der als Teilhaber in das Geschäft eintrat. Im ersten Stock des Hauses wohnte die ältere Generation, Samuel Meyer und Elise. Im zweiten Stock wohnte die jüngere Generation, Estella und Alfred Rosenberg mit ihren Kindern Ruth Beate (* 1922) und Walter Martin (* 1929). Das Geschäft führte Damen-, Herren- und Kinderbekleidung, Bettwäsche, Tischdecken und Ähnliches. Im Zuge der Pogromnacht vom 9. auf den 10. November 1938 wurde Alfred Rosenberg verhaftet und ins KZ Buchenwald verschleppt. Am 14. Oktober 1938 wurde das Geschäft zwangsweise geschlossen. Das Wohn- und Geschäftshaus musste im Juni 1939 für nur 39300 Reichsmark an die Stadt Marburg verkauft werden. Das Ehepaar Meyer zog 1939 gezwungener Maßen in ein israelitisches Altenheim nach Rheydt. Beide wurden am 25. Juli 1942 ab Düsseldorf in das Ghetto Theresienstadt verschleppt und von dort am 21. September 1942 in das Vernichtungslager Treblinka transportiert und ermordet. Die Familie Rosenberg wohnte ab 1939 im Ghettohaus der Brüder Moses in der Barfüßerstraße 15b. Ein Versuch, nach Südamerika auszuwandern, schlug fehl. Alfred Rosenberg musste nach seiner Entlassung aus dem KZ Buchenwald bei Straßenbauarbeiten in der Neuen Kasseler Straße und im Winter 1941 auf dem Friedhof Zwangsarbeit leisten. Alfred und Estella Rosenberg und ihre beiden Kinder Ruth Beate und Walter Martin wurden am 31. Mai 1942 mit der 2. Deportation über Kassel ins Ghetto Lublin verschleppt. Dort wurden „arbeitsfähige“ Männer aus dem Transport herausgenommen und in das KZ Majdanek gebracht. Alfred Rosenberg wurde dort am 21. August 1942 ermordet. Die Umstände seines Todes sind nicht geklärt. Die übrigen Familienmitglieder wurden weiter in das Vernichtungslager Sobibor gebracht, wo sie direkt nach der Ankunft am 3. Juni 1942 durch Motorgase ermordet wurden. |                                                         |
| Barfüßerstraße 50       | Estella Rosenberg               | Dez. 2016     | Hier wohnte Estella Rosenberg geb. Meyer Jg. 1895 deportiert 1942 Sobibor ermordet 3.6.1942                                                                         | Samuel Meyer (* 1863 in Weener, Ostfriesland) heiratete in 1. Ehe Bertha Eichelberg, eine Tochter von Menke Eichelberg, der aus einer alteingesessenen Marburger Familie stammte und hier 1865 eine Stoffhandlung gegründet hatte. 1893 trat Samuel Meyer als Teilhaber in dieses Textil- und Stoffgeschäft ein. 1899 zog das Geschäft in das Haus Barfüßerstraße 50, das 1960 abgerissen und durch das Sparkassengebäude ersetzt wurde. Als Bertha Meyer 1904 starb, war die gemeinsame Tochter Estella (* 1895) erst neun Jahre alt. Samuel Meyer heiratete in 2. Ehe Elise Klein aus Rheydt, das heute zu Mönchengladbach gehört. 1920 heiratete Estella Alfred Rosenberg (* 1888 in Münster), der als Teilhaber in das Geschäft eintrat. Im ersten Stock des Hauses wohnte die ältere Generation, Samuel Meyer und Elise. Im zweiten Stock wohnte die jüngere Generation, Estella und Alfred Rosenberg mit ihren Kindern Ruth Beate (* 1922) und Walter Martin (* 1929). Das Geschäft führte Damen-, Herren- und Kinderbekleidung, Bettwäsche, Tischdecken und Ähnliches. Im Zuge der Pogromnacht vom 9. auf den 10. November 1938 wurde Alfred Rosenberg verhaftet und ins KZ Buchenwald verschleppt. Am 14. Oktober 1938 wurde das Geschäft zwangsweise geschlossen. Das Wohn- und Geschäftshaus musste im Juni 1939 für nur 39300 Reichsmark an die Stadt Marburg verkauft werden. Das Ehepaar Meyer zog 1939 gezwungener Maßen in ein israelitisches Altenheim nach Rheydt. Beide wurden am 25. Juli 1942 ab Düsseldorf in das Ghetto Theresienstadt verschleppt und von dort am 21. September 1942 in das Vernichtungslager Treblinka transportiert und ermordet. Die Familie Rosenberg wohnte ab 1939 im Ghettohaus der Brüder Moses in der Barfüßerstraße 15b. Ein Versuch, nach Südamerika auszuwandern, schlug fehl. Alfred Rosenberg musste nach seiner Entlassung aus dem KZ Buchenwald bei Straßenbauarbeiten in der Neuen Kasseler Straße und im Winter 1941 auf dem Friedhof Zwangsarbeit leisten. Alfred und Estella Rosenberg und ihre beiden Kinder Ruth Beate und Walter Martin wurden am 31. Mai 1942 mit der 2. Deportation über Kassel ins Ghetto Lublin verschleppt. Dort wurden „arbeitsfähige“ Männer aus dem Transport herausgenommen und in das KZ Majdanek gebracht. Alfred Rosenberg wurde dort am 21. August 1942 ermordet. Die Umstände seines Todes sind nicht geklärt. Die übrigen Familienmitglieder wurden weiter in das Vernichtungslager Sobibor gebracht, wo sie direkt nach der Ankunft am 3. Juni 1942 durch Motorgase ermordet wurden. |                                                         |
| Barfüßerstraße 50       | Walter Martin Rosenberg         | Dez. 2016     | Hier wohnte Walter Martin Rosenberg Jg. 1929 deportiert 1942 Sobibor ermordet 3.6.1942                                                                              | Samuel Meyer (* 1863 in Weener, Ostfriesland) heiratete in 1. Ehe Bertha Eichelberg, eine Tochter von Menke Eichelberg, der aus einer alteingesessenen Marburger Familie stammte und hier 1865 eine Stoffhandlung gegründet hatte. 1893 trat Samuel Meyer als Teilhaber in dieses Textil- und Stoffgeschäft ein. 1899 zog das Geschäft in das Haus Barfüßerstraße 50, das 1960 abgerissen und durch das Sparkassengebäude ersetzt wurde. Als Bertha Meyer 1904 starb, war die gemeinsame Tochter Estella (* 1895) erst neun Jahre alt. Samuel Meyer heiratete in 2. Ehe Elise Klein aus Rheydt, das heute zu Mönchengladbach gehört. 1920 heiratete Estella Alfred Rosenberg (* 1888 in Münster), der als Teilhaber in das Geschäft eintrat. Im ersten Stock des Hauses wohnte die ältere Generation, Samuel Meyer und Elise. Im zweiten Stock wohnte die jüngere Generation, Estella und Alfred Rosenberg mit ihren Kindern Ruth Beate (* 1922) und Walter Martin (* 1929). Das Geschäft führte Damen-, Herren- und Kinderbekleidung, Bettwäsche, Tischdecken und Ähnliches. Im Zuge der Pogromnacht vom 9. auf den 10. November 1938 wurde Alfred Rosenberg verhaftet und ins KZ Buchenwald verschleppt. Am 14. Oktober 1938 wurde das Geschäft zwangsweise geschlossen. Das Wohn- und Geschäftshaus musste im Juni 1939 für nur 39300 Reichsmark an die Stadt Marburg verkauft werden. Das Ehepaar Meyer zog 1939 gezwungener Maßen in ein israelitisches Altenheim nach Rheydt. Beide wurden am 25. Juli 1942 ab Düsseldorf in das Ghetto Theresienstadt verschleppt und von dort am 21. September 1942 in das Vernichtungslager Treblinka transportiert und ermordet. Die Familie Rosenberg wohnte ab 1939 im Ghettohaus der Brüder Moses in der Barfüßerstraße 15b. Ein Versuch, nach Südamerika auszuwandern, schlug fehl. Alfred Rosenberg musste nach seiner Entlassung aus dem KZ Buchenwald bei Straßenbauarbeiten in der Neuen Kasseler Straße und im Winter 1941 auf dem Friedhof Zwangsarbeit leisten. Alfred und Estella Rosenberg und ihre beiden Kinder Ruth Beate und Walter Martin wurden am 31. Mai 1942 mit der 2. Deportation über Kassel ins Ghetto Lublin verschleppt. Dort wurden „arbeitsfähige“ Männer aus dem Transport herausgenommen und in das KZ Majdanek gebracht. Alfred Rosenberg wurde dort am 21. August 1942 ermordet. Die Umstände seines Todes sind nicht geklärt. Die übrigen Familienmitglieder wurden weiter in das Vernichtungslager Sobibor gebracht, wo sie direkt nach der Ankunft am 3. Juni 1942 durch Motorgase ermordet wurden. |                                                         |
| Barfüßerstraße 50       | Ruth Beate Rosenberg            | Dez. 2016     | Hier wohnte Ruth Beate Rosenberg Jg. 1922 deportiert 1942 Sobibor ermordet 3.6.1942                                                                                 | Samuel Meyer (* 1863 in Weener, Ostfriesland) heiratete in 1. Ehe Bertha Eichelberg, eine Tochter von Menke Eichelberg, der aus einer alteingesessenen Marburger Familie stammte und hier 1865 eine Stoffhandlung gegründet hatte. 1893 trat Samuel Meyer als Teilhaber in dieses Textil- und Stoffgeschäft ein. 1899 zog das Geschäft in das Haus Barfüßerstraße 50, das 1960 abgerissen und durch das Sparkassengebäude ersetzt wurde. Als Bertha Meyer 1904 starb, war die gemeinsame Tochter Estella (* 1895) erst neun Jahre alt. Samuel Meyer heiratete in 2. Ehe Elise Klein aus Rheydt, das heute zu Mönchengladbach gehört. 1920 heiratete Estella Alfred Rosenberg (* 1888 in Münster), der als Teilhaber in das Geschäft eintrat. Im ersten Stock des Hauses wohnte die ältere Generation, Samuel Meyer und Elise. Im zweiten Stock wohnte die jüngere Generation, Estella und Alfred Rosenberg mit ihren Kindern Ruth Beate (* 1922) und Walter Martin (* 1929). Das Geschäft führte Damen-, Herren- und Kinderbekleidung, Bettwäsche, Tischdecken und Ähnliches. Im Zuge der Pogromnacht vom 9. auf den 10. November 1938 wurde Alfred Rosenberg verhaftet und ins KZ Buchenwald verschleppt. Am 14. Oktober 1938 wurde das Geschäft zwangsweise geschlossen. Das Wohn- und Geschäftshaus musste im Juni 1939 für nur 39300 Reichsmark an die Stadt Marburg verkauft werden. Das Ehepaar Meyer zog 1939 gezwungener Maßen in ein israelitisches Altenheim nach Rheydt. Beide wurden am 25. Juli 1942 ab Düsseldorf in das Ghetto Theresienstadt verschleppt und von dort am 21. September 1942 in das Vernichtungslager Treblinka transportiert und ermordet. Die Familie Rosenberg wohnte ab 1939 im Ghettohaus der Brüder Moses in der Barfüßerstraße 15b. Ein Versuch, nach Südamerika auszuwandern, schlug fehl. Alfred Rosenberg musste nach seiner Entlassung aus dem KZ Buchenwald bei Straßenbauarbeiten in der Neuen Kasseler Straße und im Winter 1941 auf dem Friedhof Zwangsarbeit leisten. Alfred und Estella Rosenberg und ihre beiden Kinder Ruth Beate und Walter Martin wurden am 31. Mai 1942 mit der 2. Deportation über Kassel ins Ghetto Lublin verschleppt. Dort wurden „arbeitsfähige“ Männer aus dem Transport herausgenommen und in das KZ Majdanek gebracht. Alfred Rosenberg wurde dort am 21. August 1942 ermordet. Die Umstände seines Todes sind nicht geklärt. Die übrigen Familienmitglieder wurden weiter in das Vernichtungslager Sobibor gebracht, wo sie direkt nach der Ankunft am 3. Juni 1942 durch Motorgase ermordet wurden. |                                                         |
| Biegenstraße 44         | Willy Wertheim                  | 16. Nov. 2006 | Hier wohnte Willy Wertheim Jg. 1892 Flucht 1933 Frankreich deportiert 1943 Drancy – Majdanek Ermordet 1943                                                          | Willy Wertheim wurde am 1892 in Hatzbach geboren und besuchte von 1903 bis 1911 die Oberrealschule in Marburg, die heutige Martin-Luther-Schule. Nach dem Abitur begann er ein Jura-Studium, das er 1914 unterbrach, um im Ersten Weltkrieg als Soldat zu dienen. Noch vor Ende des Krieges kehrte er verwundet zurück und promovierte in seinem Studienfach Jura. Anschließend heiratete er die aus einer wohlhabenden jüdischen Familie stammende Cäcilie Flachte. 1919 eröffnete Rechtsanwalt Dr. Willy Wertheim seine erste Anwaltspraxis, 1925 dann eine Gemeinschaftspraxis zusammen mit Rechtsanwalt Dr. Hermann Reis, die von 1926 bis 1932 in der Deutschhausstraße 30 in Marburg untergebracht war. Als Mitglied der SPD war Wertheim politisch engagiert. Ab 1930 verteidigte er Sozialdemokraten und Kommunisten, die in Auseinandersetzungen mit Nazischlägertrupps geraten waren. Als 1933 jüdische Anwälte Berufsverbot erhielten, flüchtete er nach Paris. 1937 wurde ihm die deutsche Staatsbürgerschaft in Abwesenheit entzogen. Noch im selben Jahr folgte ihm seine Familie nach Frankreich. Am 21.02.1943 wurde Willy Wertheim verhaftet und in das Sammellager Drancy bei Paris verschleppt. Am 04.03.1943 wurde er ins Ghetto Lublin und dann ins KZ Majdanek deportiert und ermordet. |                                                         |
| Elisabethstraße 15      | Isaak Julius Adler              | 29. Sep. 2011 | Hier wohnte Isaak Julius Adler Jg. 1865 Deportiert 1942 Theresienstadt Ermordet 30.10.1942                                                                          | Isaak Julius Adler wurde 1865 in Kelsterbach geboren und war mit Klara Eschwege (* 1879 in Fulda) verheiratet. Das Ehepaar hatte zwei Kinder, die Tochter Trude Adler (* 1906) und den Sohn Hans Adler (* 1910). Hans besuchte das Philippinum in Marburg und machte eine Ausbildung zum Kaufmann. Trude heiratete Alfred Wertheim aus Kassel, der als junger Mann nach Marburg gekommen war und mit einem Partner die Lederhandlung Strauß in der Wettergasse 2 übernommen hatte. Die Lederhandlung wurde auf Grund der Repressalien 1936 geschlossen. Dem Ehepaar Wertheim und Hans Adler gelang 1936 die Flucht in die USA. Der Vater Julius Adler war zu dieser Zeit bereits Witwer, weil seine Frau 1934 in Marburg gestorben war. Er blieb in Marburg, da er sich einen Neuanfang nicht mehr zutraute. Nach der Machtübergabe an die Nationalsozialisten brach der Umsatz seines Bekleidungsgeschäfts in der Elisabethstraße 15 in Folge der umfassenden Repressalien völlig ein. Ab 1936 war es nicht mehr zu halten und er verpachtete das Geschäft an Anna Ehlers und Luise Kley, die dort am 1. September 1936 ein „arisiertes“ Fachgeschäft für Damenmode eröffneten. Julius Adler weigerte sich sein Haus zu verkaufen und wohnte weiterhin dort. Kurz vor seiner Deportation am 6. September 1942 ins Ghetto Theresienstadt musste er noch in das sogenannte Ghettohaus Wettergasse 2 umziehen. Er starb acht Wochen später, am 30. Oktober 1942 in Theresienstadt auf Grund der dort herrschenden katastrophalen Verhältnisse im Alter von 77 Jahren. Nach seiner Deportation übernahm der Reichsfiskus das Haus. Bargeld, Briefmarken und seine Uhr wurden Adler bei der Deportation gestohlen. Sein Mobiliar wurde versteigert, sein Bankguthaben, einige tausend Mark, beschlagnahmt und durch das Finanzamt Marburg an den Reichsfiskus überwiesen. |                                                         |
| Friedrichstraße 2       | Hermann Reis                    | 20. März 2006 | Hier wohnte Hermann Reis Jg. 1896 Deportiert 1942 Theresienstadt Ermordet in Auschwitz                                                                              | Rechtsanwalt Dr. Hermann Reis (* 1896 in Allendorf (Eder)), Sohn des Viehhändlers Moses Reis, besuchte die Oberrealschule in Marburg (heute Martin-Luther-Schule) und wohnte in dem Israelitischen Lehrlings- und Schülerheim in der Stadt. Nach dem „Kriegsabitur“ und der Teilnahme am Ersten Weltkrieg bis 1918, studierte er Jura in Marburg, Würzburg und Frankfurt. Nach der Promotion nahm er 1925 zusammen mit dem Rechtsanwalt Dr. Willy Wertheim seine anwaltliche Tätigkeit in Marburg auf. Bereits ab 1933 erhielten jüdische Anwälte und Notare Berufsverbot und sie verloren ihre Zulassungen. Hermann Reis blieb daher nur die Möglichkeit, als „Rechts- und Devisenberater“ zu arbeiten, und soweit es möglich war, denjenigen behilflich zu sein, die Deutschland verlassen konnten. Er selbst lehnte es ab „auszuwandern, so lange noch ein Jude in Marburg lebt“. Reis war mit Selma Reis geb. Levi aus Treysa verheiratet. Das Ehepaar wohnte mit ihrer Tochter Marion Berta Reis in Marburg in der Friedrichstraße 2. 1940 erfolgte der zwangsweise Umzug innerhalb der Stadt in das Ghettohaus Heusingerstraße 3 und 1942 in das Ghettohaus Schwanallee 15, dem Israelitischen Lehrlings- und Schülerheim. Marie Luise Hensel versuchte am 27. August 1942, die Familie Reis über die Grenze am Bodensee in die Schweiz zu retten. Als dies aufgrund einer Denunziation gescheitert war, wurde die gesamte Familie Reis, einschließlich der Eltern von Selma Reis Levi Levi und Johanna Levi geb. Hattenbach aus Treysa am 6. September 1942 mit der 3. Deportation nach Kassel und am nächsten Tag von dort ins Ghetto Theresienstadt verschleppt. Am 29. September 1944 wurde Hermann ins KZ Auschwitz verbracht. Selma und Marion Reis wurden zwei Wochen später ebenfalls nach Auschwitz deportiert. Hermann Reis, seine Frau und Tochter wurden 1944 im KZ Auschwitz ermordet. Selmas Vater starb ebenfalls und nur Selmas Mutter überlebte. |                                                         |
| Friedrichstraße 2       | Selma Reis                      | 20. März 2006 | Hier wohnte Selma Reis geb. Levi Jg. 1902 Deportiert 1942 Theresienstadt Ermordet in Auschwitz                                                                      | Rechtsanwalt Dr. Hermann Reis (* 1896 in Allendorf (Eder)), Sohn des Viehhändlers Moses Reis, besuchte die Oberrealschule in Marburg (heute Martin-Luther-Schule) und wohnte in dem Israelitischen Lehrlings- und Schülerheim in der Stadt. Nach dem „Kriegsabitur“ und der Teilnahme am Ersten Weltkrieg bis 1918, studierte er Jura in Marburg, Würzburg und Frankfurt. Nach der Promotion nahm er 1925 zusammen mit dem Rechtsanwalt Dr. Willy Wertheim seine anwaltliche Tätigkeit in Marburg auf. Bereits ab 1933 erhielten jüdische Anwälte und Notare Berufsverbot und sie verloren ihre Zulassungen. Hermann Reis blieb daher nur die Möglichkeit, als „Rechts- und Devisenberater“ zu arbeiten, und soweit es möglich war, denjenigen behilflich zu sein, die Deutschland verlassen konnten. Er selbst lehnte es ab „auszuwandern, so lange noch ein Jude in Marburg lebt“. Reis war mit Selma Reis geb. Levi aus Treysa verheiratet. Das Ehepaar wohnte mit ihrer Tochter Marion Berta Reis in Marburg in der Friedrichstraße 2. 1940 erfolgte der zwangsweise Umzug innerhalb der Stadt in das Ghettohaus Heusingerstraße 3 und 1942 in das Ghettohaus Schwanallee 15, dem Israelitischen Lehrlings- und Schülerheim. Marie Luise Hensel versuchte am 27. August 1942, die Familie Reis über die Grenze am Bodensee in die Schweiz zu retten. Als dies aufgrund einer Denunziation gescheitert war, wurde die gesamte Familie Reis, einschließlich der Eltern von Selma Reis Levi Levi und Johanna Levi geb. Hattenbach aus Treysa am 6. September 1942 mit der 3. Deportation nach Kassel und am nächsten Tag von dort ins Ghetto Theresienstadt verschleppt. Am 29. September 1944 wurde Hermann ins KZ Auschwitz verbracht. Selma und Marion Reis wurden zwei Wochen später ebenfalls nach Auschwitz deportiert. Hermann Reis, seine Frau und Tochter wurden 1944 im KZ Auschwitz ermordet. Selmas Vater starb ebenfalls und nur Selmas Mutter überlebte. |                                                         |
| Friedrichstraße 2       | Berta Marion Reis               | 20. März 2006 | Hier wohnte Berta Marion Reis Jg. 1925 Deportiert 1942 Ermordet in Auschwitz                                                                                        | Rechtsanwalt Dr. Hermann Reis (* 1896 in Allendorf (Eder)), Sohn des Viehhändlers Moses Reis, besuchte die Oberrealschule in Marburg (heute Martin-Luther-Schule) und wohnte in dem Israelitischen Lehrlings- und Schülerheim in der Stadt. Nach dem „Kriegsabitur“ und der Teilnahme am Ersten Weltkrieg bis 1918, studierte er Jura in Marburg, Würzburg und Frankfurt. Nach der Promotion nahm er 1925 zusammen mit dem Rechtsanwalt Dr. Willy Wertheim seine anwaltliche Tätigkeit in Marburg auf. Bereits ab 1933 erhielten jüdische Anwälte und Notare Berufsverbot und sie verloren ihre Zulassungen. Hermann Reis blieb daher nur die Möglichkeit, als „Rechts- und Devisenberater“ zu arbeiten, und soweit es möglich war, denjenigen behilflich zu sein, die Deutschland verlassen konnten. Er selbst lehnte es ab „auszuwandern, so lange noch ein Jude in Marburg lebt“. Reis war mit Selma Reis geb. Levi aus Treysa verheiratet. Das Ehepaar wohnte mit ihrer Tochter Marion Berta Reis in Marburg in der Friedrichstraße 2. 1940 erfolgte der zwangsweise Umzug innerhalb der Stadt in das Ghettohaus Heusingerstraße 3 und 1942 in das Ghettohaus Schwanallee 15, dem Israelitischen Lehrlings- und Schülerheim. Marie Luise Hensel versuchte am 27. August 1942, die Familie Reis über die Grenze am Bodensee in die Schweiz zu retten. Als dies aufgrund einer Denunziation gescheitert war, wurde die gesamte Familie Reis, einschließlich der Eltern von Selma Reis Levi Levi und Johanna Levi geb. Hattenbach aus Treysa am 6. September 1942 mit der 3. Deportation nach Kassel und am nächsten Tag von dort ins Ghetto Theresienstadt verschleppt. Am 29. September 1944 wurde Hermann ins KZ Auschwitz verbracht. Selma und Marion Reis wurden zwei Wochen später ebenfalls nach Auschwitz deportiert. Hermann Reis, seine Frau und Tochter wurden 1944 im KZ Auschwitz ermordet. Selmas Vater starb ebenfalls und nur Selmas Mutter überlebte. |                                                         |
| Gisselbergstraße 17     | Sophie Johanna Henriette Franck | 18. Okt. 2018 | Hier wohnte Sophie Franck Jg. 1856 deportiert 1942 Theresienstadt ermordet 15.9.1942                                                                                | Sophie Franck wurde 1856 in Frankfurt am Main geboren als Tochter des Kaufmanns Leopold Ludwig Franck und dessen erster Ehefrau Charlotte geb. Haas, die beide vom Judentum zur evangelischen Religion übergetreten waren. Sophie wohnte bereits vor 1900 mit ihrer Tochter Frida (* 1887 in Kiel) in Marburg. Sophies ältere Schwester, Charlotte Louise Franck (* 1845 in Amsterdam, † 1898 in Frankfurt am Main) war mit dem Frankfurter Augenarzt Dr. Philipp Steffan verheiratet, der eine angesehene Persönlichkeit Frankfurts und Mitglied der Senckenbergischen Gesellschaft war. Nach dem Tod seiner Frau zog er, selbst schwer krank, 1899 zu seiner Schwägerin Sophie Franck nach Marburg und adoptierte 1901 deren Tochter Frida. Am 1. März 1939 wurde Sophie Franck auf Grund der NS-Gesetze ihre kleine Rente entzogen und sie damit völlig mittellos. Sie lebte mit ihrer Tochter Frida Steffan in Marburg in der Gisselberger Straße 17, bis sie am 6. September 1942 im hohen Alter von 86 Jahren mit der 3. Marburger Deportation nach Kassel und am nächsten Tag von dort ins Ghetto Theresienstadt verschleppt wurde, wo sie eine Woche später am 15. September 1942 starb. Frida Steffan berichtete nach dem Krieg, dass kurz nach der Deportation der Mutter das Mobiliar ihres Schlafzimmers von Mitarbeitern des Finanzamts abgeholt wurde, um es zu versteigern. Eine fehlende Matratze musste sie aus ihrem eigenen Bestand beisteuern und verpacken. Frida Steffan starb unverheiratet am 26. September 1970 in ihrer Wohnung Gisselberger Straße 17 im Alter von 83 Jahren. Warum sie selbst nicht deportiert wurde, ist unklar. |                                                         |
| Goßfeldener Straße 1    | Julius Buxbaum                  | 19. Okt. 2014 | Hier wohnte Julius BuxbaumJg. 1904 Flucht 1937 USA | Irene Stern wurde als Tochter von Ascher und Johanna Stern geb. Spier aus Leidenhofen 1902 in Wehrda geboren. Sie besuchte in Marburg die Elisabethschule. Ihre 20 Jahre ältere Schwester Jettchen (Henriette) hatte Karl Stern aus Kirchhain geheiratet, wo beide lebten. Irene Stern heiratete den Viehhändler Julius Buxbaum (* 1904 in Allendorf (Stadtallendorf)) und sie lebten im Haus ihrer Eltern, Nummer 42 in Wehrda, heute Goßfeldener Straße 1. Julius übernahm die Geschäfte seines Schwiegervaters Ascher Stern und 1930 wurde ihre Tochter Hannelore Buxbaum geboren. Die Mutter Johanna Stern geb. Spier starb 1932 mit 73 Jahren. Ihr Witwer Ascher Stern zog zu seiner Tochter Jettchen Stern geb. Stern nach Kirchhain und überließ die Geschäfte ganz seinem Schwiegersohn. Ascher Stern starb am 18. Juni 1936 mit 82 Jahren in Kirchhain und wurde auf dem jüdischen Friedhof in Marburg bei seiner Ehefrau beerdigt. Sein Schwiegersohn Karl Stern aus Kirchhain wurde im KZ Buchenwald ermordet, nachdem er im Zuge der Novemberpogrome 1938 verhaftet worden war. Seine Frau Jettchen und seine zwei Töchter konnten in die USA entkommen. 1937 wurde der Metzger Stang aus Marburg angezeigt, da er Fleisch vom Wehrdaer Viehhändler Buxbaum gekauft haben sollte. Julius, Irene und Hannelore Buxbaum verließen wohl im Sommer 1937 Wehrda und gelangten am 5. Oktober 1937 in die USA. Julius Buxbaum starb im Dezember 1965 in Brooklyn, New York City. Irene Buxbaum starb am 1. Mai 1985 ebenfalls in Brooklyn. Ihre Tochter Hannelore Buxbaum, die in den USA Laura genannt wurde, heiratete Arnold Fleischmann. 1960 besuchte sie Wehrda. Laura Fleischmann starb am 19. Juli 1988 in Lutherville, Maryland. Ihre drei Kinder leben in den USA. |                                                         |
| Goßfeldener Straße 1    | Irene Buxbaum                   | 19. Okt. 2014 | Hier wohnte Irene Buxbaum geb. Stern Jg. 1902 Flucht 1937 USA | Irene Stern wurde als Tochter von Ascher und Johanna Stern geb. Spier aus Leidenhofen 1902 in Wehrda geboren. Sie besuchte in Marburg die Elisabethschule. Ihre 20 Jahre ältere Schwester Jettchen (Henriette) hatte Karl Stern aus Kirchhain geheiratet, wo beide lebten. Irene Stern heiratete den Viehhändler Julius Buxbaum (* 1904 in Allendorf (Stadtallendorf)) und sie lebten im Haus ihrer Eltern, Nummer 42 in Wehrda, heute Goßfeldener Straße 1. Julius übernahm die Geschäfte seines Schwiegervaters Ascher Stern und 1930 wurde ihre Tochter Hannelore Buxbaum geboren. Die Mutter Johanna Stern geb. Spier starb 1932 mit 73 Jahren. Ihr Witwer Ascher Stern zog zu seiner Tochter Jettchen Stern geb. Stern nach Kirchhain und überließ die Geschäfte ganz seinem Schwiegersohn. Ascher Stern starb am 18. Juni 1936 mit 82 Jahren in Kirchhain und wurde auf dem jüdischen Friedhof in Marburg bei seiner Ehefrau beerdigt. Sein Schwiegersohn Karl Stern aus Kirchhain wurde im KZ Buchenwald ermordet, nachdem er im Zuge der Novemberpogrome 1938 verhaftet worden war. Seine Frau Jettchen und seine zwei Töchter konnten in die USA entkommen. 1937 wurde der Metzger Stang aus Marburg angezeigt, da er Fleisch vom Wehrdaer Viehhändler Buxbaum gekauft haben sollte. Julius, Irene und Hannelore Buxbaum verließen wohl im Sommer 1937 Wehrda und gelangten am 5. Oktober 1937 in die USA. Julius Buxbaum starb im Dezember 1965 in Brooklyn, New York City. Irene Buxbaum starb am 1. Mai 1985 ebenfalls in Brooklyn. Ihre Tochter Hannelore Buxbaum, die in den USA Laura genannt wurde, heiratete Arnold Fleischmann. 1960 besuchte sie Wehrda. Laura Fleischmann starb am 19. Juli 1988 in Lutherville, Maryland. Ihre drei Kinder leben in den USA. |                                                         |
| Goßfeldener Straße 1    | Hannelore Buxbaum               | 19. Okt. 2014 | Hier wohnte Hannelore Buxbaum Jg. 1930 Flucht 1937 USA | Irene Stern wurde als Tochter von Ascher und Johanna Stern geb. Spier aus Leidenhofen 1902 in Wehrda geboren. Sie besuchte in Marburg die Elisabethschule. Ihre 20 Jahre ältere Schwester Jettchen (Henriette) hatte Karl Stern aus Kirchhain geheiratet, wo beide lebten. Irene Stern heiratete den Viehhändler Julius Buxbaum (* 1904 in Allendorf (Stadtallendorf)) und sie lebten im Haus ihrer Eltern, Nummer 42 in Wehrda, heute Goßfeldener Straße 1. Julius übernahm die Geschäfte seines Schwiegervaters Ascher Stern und 1930 wurde ihre Tochter Hannelore Buxbaum geboren. Die Mutter Johanna Stern geb. Spier starb 1932 mit 73 Jahren. Ihr Witwer Ascher Stern zog zu seiner Tochter Jettchen Stern geb. Stern nach Kirchhain und überließ die Geschäfte ganz seinem Schwiegersohn. Ascher Stern starb am 18. Juni 1936 mit 82 Jahren in Kirchhain und wurde auf dem jüdischen Friedhof in Marburg bei seiner Ehefrau beerdigt. Sein Schwiegersohn Karl Stern aus Kirchhain wurde im KZ Buchenwald ermordet, nachdem er im Zuge der Novemberpogrome 1938 verhaftet worden war. Seine Frau Jettchen und seine zwei Töchter konnten in die USA entkommen. 1937 wurde der Metzger Stang aus Marburg angezeigt, da er Fleisch vom Wehrdaer Viehhändler Buxbaum gekauft haben sollte. Julius, Irene und Hannelore Buxbaum verließen wohl im Sommer 1937 Wehrda und gelangten am 5. Oktober 1937 in die USA. Julius Buxbaum starb im Dezember 1965 in Brooklyn, New York City. Irene Buxbaum starb am 1. Mai 1985 ebenfalls in Brooklyn. Ihre Tochter Hannelore Buxbaum, die in den USA Laura genannt wurde, heiratete Arnold Fleischmann. 1960 besuchte sie Wehrda. Laura Fleischmann starb am 19. Juli 1988 in Lutherville, Maryland. Ihre drei Kinder leben in den USA. |                                                         |
| Haspelstraße 17         | Fanny Lion                      | 11. Feb. 2009 | Hier wohnte Fanny Lion Geb. Stern Jg. 1853 Tot 12.7.1941 | Fanny Lion geb. Stern wurde 1853 in Ockershausen geboren als Tochter von Manus Stern und Malchen Lucas, die aus alteingesessenen Familien in Ockershausen und Marburg stammten. Fannys Ehemann Zadock Lion stammte aus Roßdorf (Amöneburg) und war bis zu seinem Tod 1919 Likör- und Essigfabrikant und handelte mit Branntwein. Das Ehepaar Lion wohnte in der Haspelstraße 17 und hatte drei Söhne, von denen nur Karl Lion, geboren 1881 in Marburg, das Erwachsenenalter erreichte. Seine Brüder Julius und Paul waren 1892 wenige Tage nacheinander mit zwölf beziehungsweise sechs Jahren gestorben. Seit 1913 hatten die Lions zusätzlich zu der Likör- und Essigherstellung ein Immobiliengeschäft, das wahrscheinlich von Sohn Karl Lion geführt wurde. Am 2. November 1939 kam Franziska Baer aus Gießen als Haushaltsgehilfin zu Fanny Lion und ihrem Sohn Karl in die Haspelstraße 17. Karl und die zwanzig Jahre jüngere Franziska wurden ein Paar und heirateten. Franziska Baer wurde 1902 in Stockheim bei Nümbrecht im Bergischen Land geboren als eines von sieben Kinder von Max Salomon Baer (aus Nümbrecht) und Kätchen geb. Halberstadt aus Stockheim, bevor die Familie 1912 nach Gießen zog. Fanny Lion starb kurz nach ihrem 88. Geburtstag am 12. Juli 1941 in Marburg an Alters-Herzschwäche. Ein Grabstein auf dem jüdischen Friedhof wurde der Familie verwehrt. Das Ehepaar Karl und Franziska Lion wurde mit der 1. Deportation am 8. Dezember 1941 von Marburg nach Kassel und am nächsten Tag von dort ins Ghetto Riga verschleppt. Karl Lion wurde wohl in Riga ermordet. Über sein Schicksal ist nichts Näheres bekannt. Franziska Baer wurde 1944 ins KZ Stutthof verschleppt und wahrscheinlich dort ermordet. |                                                         |
| Haspelstraße 17         | Karl Lion                       | 11. Feb. 2009 | Hier wohnte Karl Lion Jg. 1881 Deportiert 1941 Ermordet | Fanny Lion geb. Stern wurde 1853 in Ockershausen geboren als Tochter von Manus Stern und Malchen Lucas, die aus alteingesessenen Familien in Ockershausen und Marburg stammten. Fannys Ehemann Zadock Lion stammte aus Roßdorf (Amöneburg) und war bis zu seinem Tod 1919 Likör- und Essigfabrikant und handelte mit Branntwein. Das Ehepaar Lion wohnte in der Haspelstraße 17 und hatte drei Söhne, von denen nur Karl Lion, geboren 1881 in Marburg, das Erwachsenenalter erreichte. Seine Brüder Julius und Paul waren 1892 wenige Tage nacheinander mit zwölf beziehungsweise sechs Jahren gestorben. Seit 1913 hatten die Lions zusätzlich zu der Likör- und Essigherstellung ein Immobiliengeschäft, das wahrscheinlich von Sohn Karl Lion geführt wurde. Am 2. November 1939 kam Franziska Baer aus Gießen als Haushaltsgehilfin zu Fanny Lion und ihrem Sohn Karl in die Haspelstraße 17. Karl und die zwanzig Jahre jüngere Franziska wurden ein Paar und heirateten. Franziska Baer wurde 1902 in Stockheim bei Nümbrecht im Bergischen Land geboren als eines von sieben Kinder von Max Salomon Baer (aus Nümbrecht) und Kätchen geb. Halberstadt aus Stockheim, bevor die Familie 1912 nach Gießen zog. Fanny Lion starb kurz nach ihrem 88. Geburtstag am 12. Juli 1941 in Marburg an Alters-Herzschwäche. Ein Grabstein auf dem jüdischen Friedhof wurde der Familie verwehrt. Das Ehepaar Karl und Franziska Lion wurde mit der 1. Deportation am 8. Dezember 1941 von Marburg nach Kassel und am nächsten Tag von dort ins Ghetto Riga verschleppt. Karl Lion wurde wohl in Riga ermordet. Über sein Schicksal ist nichts Näheres bekannt. Franziska Baer wurde 1944 ins KZ Stutthof verschleppt und wahrscheinlich dort ermordet. |                                                         |
| Haspelstraße 17         | Franziska Lion                  | 18. Okt. 2018 | Hier wohnte Franziska Lion geb. Baer Jg. 1902 deportiert 1941 Riga 1944 Stutthof ermordet                                                                           | Fanny Lion geb. Stern wurde 1853 in Ockershausen geboren als Tochter von Manus Stern und Malchen Lucas, die aus alteingesessenen Familien in Ockershausen und Marburg stammten. Fannys Ehemann Zadock Lion stammte aus Roßdorf (Amöneburg) und war bis zu seinem Tod 1919 Likör- und Essigfabrikant und handelte mit Branntwein. Das Ehepaar Lion wohnte in der Haspelstraße 17 und hatte drei Söhne, von denen nur Karl Lion, geboren 1881 in Marburg, das Erwachsenenalter erreichte. Seine Brüder Julius und Paul waren 1892 wenige Tage nacheinander mit zwölf beziehungsweise sechs Jahren gestorben. Seit 1913 hatten die Lions zusätzlich zu der Likör- und Essigherstellung ein Immobiliengeschäft, das wahrscheinlich von Sohn Karl Lion geführt wurde. Am 2. November 1939 kam Franziska Baer aus Gießen als Haushaltsgehilfin zu Fanny Lion und ihrem Sohn Karl in die Haspelstraße 17. Karl und die zwanzig Jahre jüngere Franziska wurden ein Paar und heirateten. Franziska Baer wurde 1902 in Stockheim bei Nümbrecht im Bergischen Land geboren als eines von sieben Kinder von Max Salomon Baer (aus Nümbrecht) und Kätchen geb. Halberstadt aus Stockheim, bevor die Familie 1912 nach Gießen zog. Fanny Lion starb kurz nach ihrem 88. Geburtstag am 12. Juli 1941 in Marburg an Alters-Herzschwäche. Ein Grabstein auf dem jüdischen Friedhof wurde der Familie verwehrt. Das Ehepaar Karl und Franziska Lion wurde mit der 1. Deportation am 8. Dezember 1941 von Marburg nach Kassel und am nächsten Tag von dort ins Ghetto Riga verschleppt. Karl Lion wurde wohl in Riga ermordet. Über sein Schicksal ist nichts Näheres bekannt. Franziska Baer wurde 1944 ins KZ Stutthof verschleppt und wahrscheinlich dort ermordet. |                                                         |
| Heusingerstraße 1       | Salomo Pfifferling              | 16. Nov. 2006 | Hier wohnte Salomo Pfifferling Jg. 1882 deportiert 1941 Riga ermordet in Auschwitz                                                                                  | Salomo Pfifferling – in einigen Dokumenten auch Salomon – wurde 1882 in Datterode, im nordhessischen Werra-Meißner-Kreis geboren. 1903 bestand er die Lehrerprüfungen und arbeitete in Leipzig, Lübeck und Aurich. Seine Frau Selma geb. Rehbock wurde 1881 in Eisenach geboren. Das Ehepaar hatte eine Tochter: Margot, die 1913 in Aurich zur Welt kam. Salomo Pfifferling nahm am Ersten Weltkrieg teil und kehrte 1918 als Kriegsverletzter wieder zurück. Ab November 1919 war er Lehrer an der einklassigen jüdischen Schule in Marburg. Er war Kantor im Gottesdienst und vertrat auch gelegentlich den Rabbiner. Salomo Pfifferling und seine Familie, die seit März 1919 in Marburg in der Heusingerstraße 1 wohnte, war sehr gläubig. 1933 wurde die jüdische Schule, die nie ein eigenes Schulgebäude besessen hatte, geschlossen und der Unterricht fand seit August 1934 in der Synagoge in der Universitätsstraße statt bis diese im Zuge der Novemberpogrome 1938 am 9. November 1938 von Marburger SA-Männern niedergebrannt wurde. Am 11. November 1938 wurde Salomo Pfifferling „zu seiner persönlichen Sicherheit“ – wie die Stadtverwaltung dem Kreisschulrat mitteilte – verhaftet und ins Konzentrationslager Buchenwald verschleppt. Als er einige Monate später wieder entlassen wurde, versuchte er sofort danach mit allen ihm zur Verfügung stehenden Mitteln eine Wiedereröffnung der jüdischen Schule zu erreichen, was ihm zeitweise auch gelang. Die endgültige Schließung der Schule erfolgte dann aber am 1. Oktober 1940. Am 8. Dezember 1941 wurde das Ehepaar Pfifferling mit der 1. Marburger Deportation nach Kassel und am nächsten Tag von dort ins Ghetto Riga verschleppt und im KZ Auschwitz ermordet. Ihre Tochter Margot war schon 1933 nach Frankreich emigriert, weil sie in Deutschland für sich keine Berufs- und Lebensperspektive sah und überlebte den Holocaust. |                                                         |
| Heusingerstraße 1       | Selma Pfifferling               | 16. Nov. 2006 | Hier wohnte Selma Pfifferling geb. Rehbock Jg. 1881 deportiert 1941 Riga ermordet in Auschwitz                                                                      | Salomo Pfifferling – in einigen Dokumenten auch Salomon – wurde 1882 in Datterode, im nordhessischen Werra-Meißner-Kreis geboren. 1903 bestand er die Lehrerprüfungen und arbeitete in Leipzig, Lübeck und Aurich. Seine Frau Selma geb. Rehbock wurde 1881 in Eisenach geboren. Das Ehepaar hatte eine Tochter: Margot, die 1913 in Aurich zur Welt kam. Salomo Pfifferling nahm am Ersten Weltkrieg teil und kehrte 1918 als Kriegsverletzter wieder zurück. Ab November 1919 war er Lehrer an der einklassigen jüdischen Schule in Marburg. Er war Kantor im Gottesdienst und vertrat auch gelegentlich den Rabbiner. Salomo Pfifferling und seine Familie, die seit März 1919 in Marburg in der Heusingerstraße 1 wohnte, war sehr gläubig. 1933 wurde die jüdische Schule, die nie ein eigenes Schulgebäude besessen hatte, geschlossen und der Unterricht fand seit August 1934 in der Synagoge in der Universitätsstraße statt bis diese im Zuge der Novemberpogrome 1938 am 9. November 1938 von Marburger SA-Männern niedergebrannt wurde. Am 11. November 1938 wurde Salomo Pfifferling „zu seiner persönlichen Sicherheit“ – wie die Stadtverwaltung dem Kreisschulrat mitteilte – verhaftet und ins Konzentrationslager Buchenwald verschleppt. Als er einige Monate später wieder entlassen wurde, versuchte er sofort danach mit allen ihm zur Verfügung stehenden Mitteln eine Wiedereröffnung der jüdischen Schule zu erreichen, was ihm zeitweise auch gelang. Die endgültige Schließung der Schule erfolgte dann aber am 1. Oktober 1940. Am 8. Dezember 1941 wurde das Ehepaar Pfifferling mit der 1. Marburger Deportation nach Kassel und am nächsten Tag von dort ins Ghetto Riga verschleppt und im KZ Auschwitz ermordet. Ihre Tochter Margot war schon 1933 nach Frankreich emigriert, weil sie in Deutschland für sich keine Berufs- und Lebensperspektive sah und überlebte den Holocaust. |                                                         |
| Heusingerstraße 3       | Betty Stern                     | 11. Mai 2010  | Hier wohnte Betty Stern Jg. 1878 deportiert 1942 Izbica Sobibor ermordet                                                                                            | Die Geschwister Betty Stern (* 1878) und Sally Stern (* 1887), beide in Kirchhain geboren, wohnten seit November 1921 in Marburg. Die von Sally Stern gegründete Firma „Technische Öle und Fette S. Stern“ wurde 1923 ins Handelsregister eingetragen und zunächst in der Neuen Kasseler Straße 16 in Marburg betrieben. Lagerhaus und Büro befanden sich in der Heusingerstraße 3, wo die Geschwister auch wohnten. Nach 1933 verschlechterte sich die Geschäftslage für jüdische Geschäftsleute in Folge der NS-Politik zunehmend. Sally Stern musste sein Geschäft schließen und betrieb fortan einen ambulanten Handel mit Schuhcreme. Aufgrund einer Denunziation wurde er Angriffsziel von Mitgliedern der „Hitlerjugend“ (HJ) und vom „Bund Deutscher Mädel“ (BDM). Am 15. Mai 1935 sowie an den darauf folgenden Tagen fanden Demonstrationen gegen die Geschwister statt, weil sie angeblich eine Hausangestellte belästigt und einen „Jungvolkjungen“ beleidigt haben sollten. Sie flüchteten vor diesen Angriffen nach Witten-Herbede und kehrten sechs Wochen später nach Marburg zurück. Am 7. Oktober 1938 musste Sally Stern seine Firma endgültig schließen. Die Geschäftsräume wurden von einem in der Nähe wohnenden Kaufmann übernommen. Sally und Betty Stern wurden am 31. Mai 1942 mit der 2. Marburger Deportation über Kassel ins Ghetto Lublin und dann ins Ghetto Izbica und von dort in das Vernichtungslager Sobibor verschleppt. Wann sie ermordet wurden, ist nicht bekannt. |                                                         |
| Heusingerstraße 3       | Sally Stern                     | 11. Mai 2010  | Hier wohnte Sally Stern Jg. 1887 deportiert 1942 Izbica Sobibor ermordet                                                                                            | Die Geschwister Betty Stern (* 1878) und Sally Stern (* 1887), beide in Kirchhain geboren, wohnten seit November 1921 in Marburg. Die von Sally Stern gegründete Firma „Technische Öle und Fette S. Stern“ wurde 1923 ins Handelsregister eingetragen und zunächst in der Neuen Kasseler Straße 16 in Marburg betrieben. Lagerhaus und Büro befanden sich in der Heusingerstraße 3, wo die Geschwister auch wohnten. Nach 1933 verschlechterte sich die Geschäftslage für jüdische Geschäftsleute in Folge der NS-Politik zunehmend. Sally Stern musste sein Geschäft schließen und betrieb fortan einen ambulanten Handel mit Schuhcreme. Aufgrund einer Denunziation wurde er Angriffsziel von Mitgliedern der „Hitlerjugend“ (HJ) und vom „Bund Deutscher Mädel“ (BDM). Am 15. Mai 1935 sowie an den darauf folgenden Tagen fanden Demonstrationen gegen die Geschwister statt, weil sie angeblich eine Hausangestellte belästigt und einen „Jungvolkjungen“ beleidigt haben sollten. Sie flüchteten vor diesen Angriffen nach Witten-Herbede und kehrten sechs Wochen später nach Marburg zurück. Am 7. Oktober 1938 musste Sally Stern seine Firma endgültig schließen. Die Geschäftsräume wurden von einem in der Nähe wohnenden Kaufmann übernommen. Sally und Betty Stern wurden am 31. Mai 1942 mit der 2. Marburger Deportation über Kassel ins Ghetto Lublin und dann ins Ghetto Izbica und von dort in das Vernichtungslager Sobibor verschleppt. Wann sie ermordet wurden, ist nicht bekannt. |                                                         |
| Liebigstraße 20         | Wilhelm Simon                   | 18. Okt. 2018 | Hier wohnte Wilhelm Simon Jg. 1889 deportiert 1941 Riga ermordet | Wilhelm Simon wurde 1889 in Rucken, nahe Tilsit, Ostpreußen (heute litauisch Rukai) geboren. Er hatte drei jüngere Brüder und eine jüngere Schwester: Moritz (* 1900), Selma (* 1901), Louis (* 1903) und Bruno Simon (* 1898). Die Eltern waren David Simon, gebürtig aus Labiau (heute Polessk), und Dorothea Golding. Die Familie lebte in den 1930er Jahren in Berlin. Von dort wurden der Vater David Simon und Wilhelms Geschwister Selma verheiratete Manasse, Moritz und Louis Simon deportiert und ermordet. Einzig Bruno Simon, der in die USA geflüchtet war, überlebte den Holocaust. Wilhelm Simon und seine Frau Nanny Seif (* 1895 in Schwersenz (heute Swarzędz), in der Nähe von Posen) lebten in Wormditt (heute Orneta), früher Ostpreußen, heute Polen, wo die Töchter Hanna (* 1921) und Sulamith Simon (* 1924) zur Welt kamen. 1925 kam die Familie nach Marburg, wo 1927 der Sohn Ismar Simon in Marburg geboren wurde. Die Familie wohnte in der Liebigstraße 20. Wilhelm Simon war Lehrer, Kantor – Vorbeter – in der Synagoge in der Universitätsstraße und gleichzeitig bei der Jüdischen Gemeinde als „Gemeindesekretär“ angestellt. Zu seinen Aufgaben zählte es, die Todesfälle von Juden beim Standesamt anzuzeigen. Als Lehrer war Simon in dem „Israelitische Heilerziehungsheim“ in der Schulstraße 7 tätig, das am 1. Oktober 1928 eröffnet wurde (heute abgerissen). Das Heim war für jüdische Jungen im schulpflichtigen Alter bestimmt, die man für „schwererziehbar“ hielt oder deren Erziehung durch ihr häusliches Milieu gefährdet schien. Mit der Einstellung des Schulbetriebs wurde auch das Israelitische Heilerziehungsheim 1939 geschlossen. Die drei Simon-Kinder gingen auf die jüdische Elementarschule zu Lehrer Salomo Pfifferling, die ursprünglich im heutigen Mehrgenerationenhaus am Lutherischen Pfarrhof untergebracht war. Zum 24. September 1935 musste die Familie Simon in das Schüler- und Lehrlingswohnheim in die Schwanallee 15 (abgerissen, später Kino „Rex“, heute Wohn- und Geschäftshaus) umziehen, das der Jüdischen Gemeinde gehörte. Die Familie wohnte bei Familie Katz. Als Wilhelm Simon während des Pogroms am 9. November 1938 noch einmal die Synagoge betreten wollte, wurde er am Eintreten gehindert und misshandelt. Eine übliche Ausbildung oder gewöhnliche Arbeitsverhältnisse waren für die Kinder Simon auf Grund der NS-Gesetze nicht mehr möglich. Hanna Simon war ab 7. Oktober 1940 in Frankfurt am Main und vom 5. März bis 29. Mai 1941 im Heim Isenburg, in Neu-Isenburg, das vom Jüdischen Frauenbund betrieben wurde. Ihre Schwester Sulamith Simon war vom 3. Juni bis 12. Dezember 1938 in Bad Nauheim. Auch Ismar Simon war ab 4. November 1940 kurzzeitig in Frankfurt am Main gemeldet. Die Familie Simon wurde mit der 1. Marburger Deportation am 8. Dezember 1941 nach Kassel und am nächsten Tag von dort ins Ghetto Riga verschleppt. Das Schicksal des Ehepaares Simon und seiner zwei Töchter ist nicht im Detail geklärt. Alle wurden jedoch ermordet. Der Sohn Ismar wurde zur Zwangsarbeit herangezogen. Ismar Simon war am 9. August 1944 im Konzentrationslager Stutthof bei Danzig, wo er im März 1945 kurz vor seinem 18. Geburtstag ermordet wurde. |                                                         |
| Liebigstraße 20         | Nanny Simon                     | 18. Okt. 2018 | Hier wohnte Nanny Simon geb. Seif Jg. 1895 deportiert 1941 Riga ermordet                                                                                            | Wilhelm Simon wurde 1889 in Rucken, nahe Tilsit, Ostpreußen (heute litauisch Rukai) geboren. Er hatte drei jüngere Brüder und eine jüngere Schwester: Moritz (* 1900), Selma (* 1901), Louis (* 1903) und Bruno Simon (* 1898). Die Eltern waren David Simon, gebürtig aus Labiau (heute Polessk), und Dorothea Golding. Die Familie lebte in den 1930er Jahren in Berlin. Von dort wurden der Vater David Simon und Wilhelms Geschwister Selma verheiratete Manasse, Moritz und Louis Simon deportiert und ermordet. Einzig Bruno Simon, der in die USA geflüchtet war, überlebte den Holocaust. Wilhelm Simon und seine Frau Nanny Seif (* 1895 in Schwersenz (heute Swarzędz), in der Nähe von Posen) lebten in Wormditt (heute Orneta), früher Ostpreußen, heute Polen, wo die Töchter Hanna (* 1921) und Sulamith Simon (* 1924) zur Welt kamen. 1925 kam die Familie nach Marburg, wo 1927 der Sohn Ismar Simon in Marburg geboren wurde. Die Familie wohnte in der Liebigstraße 20. Wilhelm Simon war Lehrer, Kantor – Vorbeter – in der Synagoge in der Universitätsstraße und gleichzeitig bei der Jüdischen Gemeinde als „Gemeindesekretär“ angestellt. Zu seinen Aufgaben zählte es, die Todesfälle von Juden beim Standesamt anzuzeigen. Als Lehrer war Simon in dem „Israelitische Heilerziehungsheim“ in der Schulstraße 7 tätig, das am 1. Oktober 1928 eröffnet wurde (heute abgerissen). Das Heim war für jüdische Jungen im schulpflichtigen Alter bestimmt, die man für „schwererziehbar“ hielt oder deren Erziehung durch ihr häusliches Milieu gefährdet schien. Mit der Einstellung des Schulbetriebs wurde auch das Israelitische Heilerziehungsheim 1939 geschlossen. Die drei Simon-Kinder gingen auf die jüdische Elementarschule zu Lehrer Salomo Pfifferling, die ursprünglich im heutigen Mehrgenerationenhaus am Lutherischen Pfarrhof untergebracht war. Zum 24. September 1935 musste die Familie Simon in das Schüler- und Lehrlingswohnheim in die Schwanallee 15 (abgerissen, später Kino „Rex“, heute Wohn- und Geschäftshaus) umziehen, das der Jüdischen Gemeinde gehörte. Die Familie wohnte bei Familie Katz. Als Wilhelm Simon während des Pogroms am 9. November 1938 noch einmal die Synagoge betreten wollte, wurde er am Eintreten gehindert und misshandelt. Eine übliche Ausbildung oder gewöhnliche Arbeitsverhältnisse waren für die Kinder Simon auf Grund der NS-Gesetze nicht mehr möglich. Hanna Simon war ab 7. Oktober 1940 in Frankfurt am Main und vom 5. März bis 29. Mai 1941 im Heim Isenburg, in Neu-Isenburg, das vom Jüdischen Frauenbund betrieben wurde. Ihre Schwester Sulamith Simon war vom 3. Juni bis 12. Dezember 1938 in Bad Nauheim. Auch Ismar Simon war ab 4. November 1940 kurzzeitig in Frankfurt am Main gemeldet. Die Familie Simon wurde mit der 1. Marburger Deportation am 8. Dezember 1941 nach Kassel und am nächsten Tag von dort ins Ghetto Riga verschleppt. Das Schicksal des Ehepaares Simon und seiner zwei Töchter ist nicht im Detail geklärt. Alle wurden jedoch ermordet. Der Sohn Ismar wurde zur Zwangsarbeit herangezogen. Ismar Simon war am 9. August 1944 im Konzentrationslager Stutthof bei Danzig, wo er im März 1945 kurz vor seinem 18. Geburtstag ermordet wurde. |                                                         |
| Liebigstraße 20         | Hanna Simon                     | 18. Okt. 2018 | Hier wohnte Hanna Simon Jg. 1921 deportiert 1941 Riga ermordet | Wilhelm Simon wurde 1889 in Rucken, nahe Tilsit, Ostpreußen (heute litauisch Rukai) geboren. Er hatte drei jüngere Brüder und eine jüngere Schwester: Moritz (* 1900), Selma (* 1901), Louis (* 1903) und Bruno Simon (* 1898). Die Eltern waren David Simon, gebürtig aus Labiau (heute Polessk), und Dorothea Golding. Die Familie lebte in den 1930er Jahren in Berlin. Von dort wurden der Vater David Simon und Wilhelms Geschwister Selma verheiratete Manasse, Moritz und Louis Simon deportiert und ermordet. Einzig Bruno Simon, der in die USA geflüchtet war, überlebte den Holocaust. Wilhelm Simon und seine Frau Nanny Seif (* 1895 in Schwersenz (heute Swarzędz), in der Nähe von Posen) lebten in Wormditt (heute Orneta), früher Ostpreußen, heute Polen, wo die Töchter Hanna (* 1921) und Sulamith Simon (* 1924) zur Welt kamen. 1925 kam die Familie nach Marburg, wo 1927 der Sohn Ismar Simon in Marburg geboren wurde. Die Familie wohnte in der Liebigstraße 20. Wilhelm Simon war Lehrer, Kantor – Vorbeter – in der Synagoge in der Universitätsstraße und gleichzeitig bei der Jüdischen Gemeinde als „Gemeindesekretär“ angestellt. Zu seinen Aufgaben zählte es, die Todesfälle von Juden beim Standesamt anzuzeigen. Als Lehrer war Simon in dem „Israelitische Heilerziehungsheim“ in der Schulstraße 7 tätig, das am 1. Oktober 1928 eröffnet wurde (heute abgerissen). Das Heim war für jüdische Jungen im schulpflichtigen Alter bestimmt, die man für „schwererziehbar“ hielt oder deren Erziehung durch ihr häusliches Milieu gefährdet schien. Mit der Einstellung des Schulbetriebs wurde auch das Israelitische Heilerziehungsheim 1939 geschlossen. Die drei Simon-Kinder gingen auf die jüdische Elementarschule zu Lehrer Salomo Pfifferling, die ursprünglich im heutigen Mehrgenerationenhaus am Lutherischen Pfarrhof untergebracht war. Zum 24. September 1935 musste die Familie Simon in das Schüler- und Lehrlingswohnheim in die Schwanallee 15 (abgerissen, später Kino „Rex“, heute Wohn- und Geschäftshaus) umziehen, das der Jüdischen Gemeinde gehörte. Die Familie wohnte bei Familie Katz. Als Wilhelm Simon während des Pogroms am 9. November 1938 noch einmal die Synagoge betreten wollte, wurde er am Eintreten gehindert und misshandelt. Eine übliche Ausbildung oder gewöhnliche Arbeitsverhältnisse waren für die Kinder Simon auf Grund der NS-Gesetze nicht mehr möglich. Hanna Simon war ab 7. Oktober 1940 in Frankfurt am Main und vom 5. März bis 29. Mai 1941 im Heim Isenburg, in Neu-Isenburg, das vom Jüdischen Frauenbund betrieben wurde. Ihre Schwester Sulamith Simon war vom 3. Juni bis 12. Dezember 1938 in Bad Nauheim. Auch Ismar Simon war ab 4. November 1940 kurzzeitig in Frankfurt am Main gemeldet. Die Familie Simon wurde mit der 1. Marburger Deportation am 8. Dezember 1941 nach Kassel und am nächsten Tag von dort ins Ghetto Riga verschleppt. Das Schicksal des Ehepaares Simon und seiner zwei Töchter ist nicht im Detail geklärt. Alle wurden jedoch ermordet. Der Sohn Ismar wurde zur Zwangsarbeit herangezogen. Ismar Simon war am 9. August 1944 im Konzentrationslager Stutthof bei Danzig, wo er im März 1945 kurz vor seinem 18. Geburtstag ermordet wurde. |                                                         |
| Liebigstraße 20         | Sulamith Simon                  | 18. Okt. 2018 | Hier wohnte Sulamith Simon Jg. 1924 deportiert 1941 Riga ermordet                                                                                                   | Wilhelm Simon wurde 1889 in Rucken, nahe Tilsit, Ostpreußen (heute litauisch Rukai) geboren. Er hatte drei jüngere Brüder und eine jüngere Schwester: Moritz (* 1900), Selma (* 1901), Louis (* 1903) und Bruno Simon (* 1898). Die Eltern waren David Simon, gebürtig aus Labiau (heute Polessk), und Dorothea Golding. Die Familie lebte in den 1930er Jahren in Berlin. Von dort wurden der Vater David Simon und Wilhelms Geschwister Selma verheiratete Manasse, Moritz und Louis Simon deportiert und ermordet. Einzig Bruno Simon, der in die USA geflüchtet war, überlebte den Holocaust. Wilhelm Simon und seine Frau Nanny Seif (* 1895 in Schwersenz (heute Swarzędz), in der Nähe von Posen) lebten in Wormditt (heute Orneta), früher Ostpreußen, heute Polen, wo die Töchter Hanna (* 1921) und Sulamith Simon (* 1924) zur Welt kamen. 1925 kam die Familie nach Marburg, wo 1927 der Sohn Ismar Simon in Marburg geboren wurde. Die Familie wohnte in der Liebigstraße 20. Wilhelm Simon war Lehrer, Kantor – Vorbeter – in der Synagoge in der Universitätsstraße und gleichzeitig bei der Jüdischen Gemeinde als „Gemeindesekretär“ angestellt. Zu seinen Aufgaben zählte es, die Todesfälle von Juden beim Standesamt anzuzeigen. Als Lehrer war Simon in dem „Israelitische Heilerziehungsheim“ in der Schulstraße 7 tätig, das am 1. Oktober 1928 eröffnet wurde (heute abgerissen). Das Heim war für jüdische Jungen im schulpflichtigen Alter bestimmt, die man für „schwererziehbar“ hielt oder deren Erziehung durch ihr häusliches Milieu gefährdet schien. Mit der Einstellung des Schulbetriebs wurde auch das Israelitische Heilerziehungsheim 1939 geschlossen. Die drei Simon-Kinder gingen auf die jüdische Elementarschule zu Lehrer Salomo Pfifferling, die ursprünglich im heutigen Mehrgenerationenhaus am Lutherischen Pfarrhof untergebracht war. Zum 24. September 1935 musste die Familie Simon in das Schüler- und Lehrlingswohnheim in die Schwanallee 15 (abgerissen, später Kino „Rex“, heute Wohn- und Geschäftshaus) umziehen, das der Jüdischen Gemeinde gehörte. Die Familie wohnte bei Familie Katz. Als Wilhelm Simon während des Pogroms am 9. November 1938 noch einmal die Synagoge betreten wollte, wurde er am Eintreten gehindert und misshandelt. Eine übliche Ausbildung oder gewöhnliche Arbeitsverhältnisse waren für die Kinder Simon auf Grund der NS-Gesetze nicht mehr möglich. Hanna Simon war ab 7. Oktober 1940 in Frankfurt am Main und vom 5. März bis 29. Mai 1941 im Heim Isenburg, in Neu-Isenburg, das vom Jüdischen Frauenbund betrieben wurde. Ihre Schwester Sulamith Simon war vom 3. Juni bis 12. Dezember 1938 in Bad Nauheim. Auch Ismar Simon war ab 4. November 1940 kurzzeitig in Frankfurt am Main gemeldet. Die Familie Simon wurde mit der 1. Marburger Deportation am 8. Dezember 1941 nach Kassel und am nächsten Tag von dort ins Ghetto Riga verschleppt. Das Schicksal des Ehepaares Simon und seiner zwei Töchter ist nicht im Detail geklärt. Alle wurden jedoch ermordet. Der Sohn Ismar wurde zur Zwangsarbeit herangezogen. Ismar Simon war am 9. August 1944 im Konzentrationslager Stutthof bei Danzig, wo er im März 1945 kurz vor seinem 18. Geburtstag ermordet wurde. |                                                         |
| Liebigstraße 20         | Ismar Simon                     | 18. Okt. 2018 | Hier wohnte Ismar Simon Jg. 1927 deportiert 1941 Riga 1944 Stutthof ermordet März 1945                                                                              | Wilhelm Simon wurde 1889 in Rucken, nahe Tilsit, Ostpreußen (heute litauisch Rukai) geboren. Er hatte drei jüngere Brüder und eine jüngere Schwester: Moritz (* 1900), Selma (* 1901), Louis (* 1903) und Bruno Simon (* 1898). Die Eltern waren David Simon, gebürtig aus Labiau (heute Polessk), und Dorothea Golding. Die Familie lebte in den 1930er Jahren in Berlin. Von dort wurden der Vater David Simon und Wilhelms Geschwister Selma verheiratete Manasse, Moritz und Louis Simon deportiert und ermordet. Einzig Bruno Simon, der in die USA geflüchtet war, überlebte den Holocaust. Wilhelm Simon und seine Frau Nanny Seif (* 1895 in Schwersenz (heute Swarzędz), in der Nähe von Posen) lebten in Wormditt (heute Orneta), früher Ostpreußen, heute Polen, wo die Töchter Hanna (* 1921) und Sulamith Simon (* 1924) zur Welt kamen. 1925 kam die Familie nach Marburg, wo 1927 der Sohn Ismar Simon in Marburg geboren wurde. Die Familie wohnte in der Liebigstraße 20. Wilhelm Simon war Lehrer, Kantor – Vorbeter – in der Synagoge in der Universitätsstraße und gleichzeitig bei der Jüdischen Gemeinde als „Gemeindesekretär“ angestellt. Zu seinen Aufgaben zählte es, die Todesfälle von Juden beim Standesamt anzuzeigen. Als Lehrer war Simon in dem „Israelitische Heilerziehungsheim“ in der Schulstraße 7 tätig, das am 1. Oktober 1928 eröffnet wurde (heute abgerissen). Das Heim war für jüdische Jungen im schulpflichtigen Alter bestimmt, die man für „schwererziehbar“ hielt oder deren Erziehung durch ihr häusliches Milieu gefährdet schien. Mit der Einstellung des Schulbetriebs wurde auch das Israelitische Heilerziehungsheim 1939 geschlossen. Die drei Simon-Kinder gingen auf die jüdische Elementarschule zu Lehrer Salomo Pfifferling, die ursprünglich im heutigen Mehrgenerationenhaus am Lutherischen Pfarrhof untergebracht war. Zum 24. September 1935 musste die Familie Simon in das Schüler- und Lehrlingswohnheim in die Schwanallee 15 (abgerissen, später Kino „Rex“, heute Wohn- und Geschäftshaus) umziehen, das der Jüdischen Gemeinde gehörte. Die Familie wohnte bei Familie Katz. Als Wilhelm Simon während des Pogroms am 9. November 1938 noch einmal die Synagoge betreten wollte, wurde er am Eintreten gehindert und misshandelt. Eine übliche Ausbildung oder gewöhnliche Arbeitsverhältnisse waren für die Kinder Simon auf Grund der NS-Gesetze nicht mehr möglich. Hanna Simon war ab 7. Oktober 1940 in Frankfurt am Main und vom 5. März bis 29. Mai 1941 im Heim Isenburg, in Neu-Isenburg, das vom Jüdischen Frauenbund betrieben wurde. Ihre Schwester Sulamith Simon war vom 3. Juni bis 12. Dezember 1938 in Bad Nauheim. Auch Ismar Simon war ab 4. November 1940 kurzzeitig in Frankfurt am Main gemeldet. Die Familie Simon wurde mit der 1. Marburger Deportation am 8. Dezember 1941 nach Kassel und am nächsten Tag von dort ins Ghetto Riga verschleppt. Das Schicksal des Ehepaares Simon und seiner zwei Töchter ist nicht im Detail geklärt. Alle wurden jedoch ermordet. Der Sohn Ismar wurde zur Zwangsarbeit herangezogen. Ismar Simon war am 9. August 1944 im Konzentrationslager Stutthof bei Danzig, wo er im März 1945 kurz vor seinem 18. Geburtstag ermordet wurde. |                                                         |
| Mainzer Gasse 25 ⊙      | Heinrich Fröhlich               | 1. März 2007  | Hier wohnte Heinrich Fröhlich Jg. 1883 denunziert 1940 Zuchthaus Wehlheiden Flucht in den Tod 13.4.1941                                                             | Heinrich Fröhlich wurde 1883 in Marburg geboren und war als gelernter Tischler städtischer Angestellter, doch bereits mit Mitte 50 Invalide. Seine Frau Maria (* 1889) stammte aus Dreihausen. Von seinen zehn Kindern waren 1940 noch sechs am Leben. Von Anfang an hatte Heinrich Fröhlich aus seiner Abneigung gegen das NS-Regime keinen Hehl gemacht und sich abfällig besonders über Adolf Hitler geäußert. Da er zudem ausländische Radiosender hörte und dabei auch keine Vorsicht walten ließ, wurde er angezeigt. Am 13. August 1940 wurde er festgenommen, zunächst in „Schutzhaft“, anschließend vom 26. November bis zum 27. Dezember 1940 im Arbeitserziehungslager Breitenau. Anfang 1941 wurde Heinrich Fröhlich wegen seiner „Hetzreden“ und seines „Rundfunkverbrechens“ angeklagt. Diese Taten galten als Vorbereitung zum Hochverrat, was auch mit dem Tod bestraft werden konnte. Bereitwillig sagten Nachbarn – offenbar um sich für vorangegangene Streitigkeiten zu rächen – gegen ihn aus. Die Arbeitskollegen hingegen unterstützten die Anklage nicht, was dem Angeklagten aber auch nicht helfen konnte. Das Urteil, fünf Jahre Zuchthaus, sollte ähnlich eingestellte Freunde und Bekannte abschrecken. Selbst durch den Prozess ließ sich aber der Angeklagte nicht einschüchtern und zeigte keine Reue. Doch wenige Tage nach der Einlieferung ins Zuchthaus Kassel-Wehlheiden, zermürbt durch strenge Einzelhaft, erhängte sich Heinrich Fröhlich am 13. April 1941. |                                                         |
| Mengelsgasse 4          | Levi Hess                       | 9. Okt. 2014  | Hier wohnte Levi Hess Jg. 1873 unfreiwillig verzogen 1938 Frankfurt/M. deportiert 1942 Theresienstadt 1942 Treblinka ermordet                                       | Bertha Hess (* 1870 in Wehrda) war eine Tochter von Samuel Stern und Giedel Löwenstein. Die Familie Stern lebte bereits im 18. Jahrhundert in Wehrda. Der Viehhändler Salomon Stern, Berthas Großvater, erhielt 1816 die Bürgerrechte und kaufte ein Haus in der heutigen Straße 'Rosengarten', die seitdem von den Wehrdaern Judengasse genannt wurde. Bertha Hess geb. Stern hatte mindestens sechs Geschwister. Berthas Ehemann, Levi Hess, wurde 1873 in Oberasphe geboren. Das Ehepaar hatte drei Kinder: Gerda (* 1901), Adolf (* 1906) und Ernst Hess (* 1910). Ernst Hess ging wohl schon vor der NS-Zeit in die USA. Bei der Volkszählung 1940 wurde er in der Bronx in New York City als lediger Angestellter registriert. Er starb am 14. Mai 2004 in Deerfield Beach, Florida. Gerda Hess besuchte von 1911 bis 1917 die Elisabethschule in Marburg. Sie heiratete David Stern (* 1894) in Frankfurt am Main. Dem Ehepaar Gerda Stern geb. Hess und David Stern gelang die Flucht in die USA. Sie erreichten New York im Oktober 1937, wo sie auch weiterhin wohnten. David Stern stellte wohl Kleidung in dem bekannten Garment District in Manhattan her. Er starb im August 1979 im US-Bundesstaat Maryland, seine Frau im Jahr 1991. Adolf Hess blieb bei seinen Eltern in Wehrda. Vater und Sohn arbeiteten als Viehhändler und Metzger. Als 1933 der Antisemitismus zur Staatsraison wurde, wurden die Juden aus dem Wirtschaftsleben gedrängt. Der Pächter des Görzhäuser Hofes bezahlte schon ab 1933 seine Schulden bei dem Viehhändler Levi Hess nicht mehr. Am 15. November 1935 berichtete der Landrat an das Parteigericht der NSDAP, dass die Metzger Ferdinand Lang und Karl Albrecht aus Marburg bei Levi Hess noch Vieh gekauft hätten. Am 8. Juni 1936 verkaufte der Wehrdaer Landwirt Löwer Vieh an Levi Hess, was ebenfalls dem Parteigericht gemeldet wurde. Handel und Gewerbe, die den Lebensunterhalt sichern sollten, waren unter diesen Umständen nicht mehr möglich. 1937 wurde Adolf Hess vom Schöffengericht in Marburg wegen „Anstiftung zur versuchten Abtreibung“ zu neun Monaten Gefängnis verurteilt. Nach seiner Haft wollte er Deutschland im März 1938 verlassen und zu seinen Geschwistern in die USA. Er flüchtete nach Baltimore und lebte 1940 zusammen mit seiner Schwester Gerda und seinem Schwager in New York, wo er wieder als Metzger arbeitete. Er starb 1977. Bertha und Levi Hess mussten auf Druck der Behörden Wehrda ebenfalls verlassen. Sie zogen nach Frankfurt am Main in die Elkenbachstraße 22 in Bornheim. Das Haus gehörte der jüdischen Familie Strauß aus Langen, die ebenfalls in die Großstadt geflüchtet war. Am 5. November 1940 starb Bertha Hess im Alter von 70 Jahren im Rothschild'schen Hospital im Röderbergweg 97 in Frankfurt am Main. Als Todesursache wurde Herzschlag angegeben. Das Hospital war nach dem frühen Tod der Georgine Sara Rothschild von ihrer Familie gestiftet worden. Die Zwangsauflösung dieser Einrichtung erfolgte im April 1941. Levi Hess wurde am 1. September 1942 von Frankfurt am Main ins Ghetto Theresienstadt deportiert. Von dort wurde er am 29. September 1942 ins Vernichtungslager Treblinka verschleppt und ermordet.                        |                                                         |
| Mengelsgasse 4          | Bertha Hess                     | 9. Okt. 2014  | Hier wohnte Bertha Hess geb. Stern Jg. 1870 unfreiwillig verzogen 1938 Frankfurt/M. tot 5.11.1940                                                                   | Bertha Hess (* 1870 in Wehrda) war eine Tochter von Samuel Stern und Giedel Löwenstein. Die Familie Stern lebte bereits im 18. Jahrhundert in Wehrda. Der Viehhändler Salomon Stern, Berthas Großvater, erhielt 1816 die Bürgerrechte und kaufte ein Haus in der heutigen Straße 'Rosengarten', die seitdem von den Wehrdaern Judengasse genannt wurde. Bertha Hess geb. Stern hatte mindestens sechs Geschwister. Berthas Ehemann, Levi Hess, wurde 1873 in Oberasphe geboren. Das Ehepaar hatte drei Kinder: Gerda (* 1901), Adolf (* 1906) und Ernst Hess (* 1910). Ernst Hess ging wohl schon vor der NS-Zeit in die USA. Bei der Volkszählung 1940 wurde er in der Bronx in New York City als lediger Angestellter registriert. Er starb am 14. Mai 2004 in Deerfield Beach, Florida. Gerda Hess besuchte von 1911 bis 1917 die Elisabethschule in Marburg. Sie heiratete David Stern (* 1894) in Frankfurt am Main. Dem Ehepaar Gerda Stern geb. Hess und David Stern gelang die Flucht in die USA. Sie erreichten New York im Oktober 1937, wo sie auch weiterhin wohnten. David Stern stellte wohl Kleidung in dem bekannten Garment District in Manhattan her. Er starb im August 1979 im US-Bundesstaat Maryland, seine Frau im Jahr 1991. Adolf Hess blieb bei seinen Eltern in Wehrda. Vater und Sohn arbeiteten als Viehhändler und Metzger. Als 1933 der Antisemitismus zur Staatsraison wurde, wurden die Juden aus dem Wirtschaftsleben gedrängt. Der Pächter des Görzhäuser Hofes bezahlte schon ab 1933 seine Schulden bei dem Viehhändler Levi Hess nicht mehr. Am 15. November 1935 berichtete der Landrat an das Parteigericht der NSDAP, dass die Metzger Ferdinand Lang und Karl Albrecht aus Marburg bei Levi Hess noch Vieh gekauft hätten. Am 8. Juni 1936 verkaufte der Wehrdaer Landwirt Löwer Vieh an Levi Hess, was ebenfalls dem Parteigericht gemeldet wurde. Handel und Gewerbe, die den Lebensunterhalt sichern sollten, waren unter diesen Umständen nicht mehr möglich. 1937 wurde Adolf Hess vom Schöffengericht in Marburg wegen „Anstiftung zur versuchten Abtreibung“ zu neun Monaten Gefängnis verurteilt. Nach seiner Haft wollte er Deutschland im März 1938 verlassen und zu seinen Geschwistern in die USA. Er flüchtete nach Baltimore und lebte 1940 zusammen mit seiner Schwester Gerda und seinem Schwager in New York, wo er wieder als Metzger arbeitete. Er starb 1977. Bertha und Levi Hess mussten auf Druck der Behörden Wehrda ebenfalls verlassen. Sie zogen nach Frankfurt am Main in die Elkenbachstraße 22 in Bornheim. Das Haus gehörte der jüdischen Familie Strauß aus Langen, die ebenfalls in die Großstadt geflüchtet war. Am 5. November 1940 starb Bertha Hess im Alter von 70 Jahren im Rothschild'schen Hospital im Röderbergweg 97 in Frankfurt am Main. Als Todesursache wurde Herzschlag angegeben. Das Hospital war nach dem frühen Tod der Georgine Sara Rothschild von ihrer Familie gestiftet worden. Die Zwangsauflösung dieser Einrichtung erfolgte im April 1941. Levi Hess wurde am 1. September 1942 von Frankfurt am Main ins Ghetto Theresienstadt deportiert. Von dort wurde er am 29. September 1942 ins Vernichtungslager Treblinka verschleppt und ermordet.                        |                                                         |
| Mengelsgasse 4          | Gerda Hess                      | 9. Okt. 2014  | Hier wohnte Gerda Hess verh. Stern Jg. 1901 Heirat/Umzug Frankfurt/M. Flucht 1937 USA                                                                               | Bertha Hess (* 1870 in Wehrda) war eine Tochter von Samuel Stern und Giedel Löwenstein. Die Familie Stern lebte bereits im 18. Jahrhundert in Wehrda. Der Viehhändler Salomon Stern, Berthas Großvater, erhielt 1816 die Bürgerrechte und kaufte ein Haus in der heutigen Straße 'Rosengarten', die seitdem von den Wehrdaern Judengasse genannt wurde. Bertha Hess geb. Stern hatte mindestens sechs Geschwister. Berthas Ehemann, Levi Hess, wurde 1873 in Oberasphe geboren. Das Ehepaar hatte drei Kinder: Gerda (* 1901), Adolf (* 1906) und Ernst Hess (* 1910). Ernst Hess ging wohl schon vor der NS-Zeit in die USA. Bei der Volkszählung 1940 wurde er in der Bronx in New York City als lediger Angestellter registriert. Er starb am 14. Mai 2004 in Deerfield Beach, Florida. Gerda Hess besuchte von 1911 bis 1917 die Elisabethschule in Marburg. Sie heiratete David Stern (* 1894) in Frankfurt am Main. Dem Ehepaar Gerda Stern geb. Hess und David Stern gelang die Flucht in die USA. Sie erreichten New York im Oktober 1937, wo sie auch weiterhin wohnten. David Stern stellte wohl Kleidung in dem bekannten Garment District in Manhattan her. Er starb im August 1979 im US-Bundesstaat Maryland, seine Frau im Jahr 1991. Adolf Hess blieb bei seinen Eltern in Wehrda. Vater und Sohn arbeiteten als Viehhändler und Metzger. Als 1933 der Antisemitismus zur Staatsraison wurde, wurden die Juden aus dem Wirtschaftsleben gedrängt. Der Pächter des Görzhäuser Hofes bezahlte schon ab 1933 seine Schulden bei dem Viehhändler Levi Hess nicht mehr. Am 15. November 1935 berichtete der Landrat an das Parteigericht der NSDAP, dass die Metzger Ferdinand Lang und Karl Albrecht aus Marburg bei Levi Hess noch Vieh gekauft hätten. Am 8. Juni 1936 verkaufte der Wehrdaer Landwirt Löwer Vieh an Levi Hess, was ebenfalls dem Parteigericht gemeldet wurde. Handel und Gewerbe, die den Lebensunterhalt sichern sollten, waren unter diesen Umständen nicht mehr möglich. 1937 wurde Adolf Hess vom Schöffengericht in Marburg wegen „Anstiftung zur versuchten Abtreibung“ zu neun Monaten Gefängnis verurteilt. Nach seiner Haft wollte er Deutschland im März 1938 verlassen und zu seinen Geschwistern in die USA. Er flüchtete nach Baltimore und lebte 1940 zusammen mit seiner Schwester Gerda und seinem Schwager in New York, wo er wieder als Metzger arbeitete. Er starb 1977. Bertha und Levi Hess mussten auf Druck der Behörden Wehrda ebenfalls verlassen. Sie zogen nach Frankfurt am Main in die Elkenbachstraße 22 in Bornheim. Das Haus gehörte der jüdischen Familie Strauß aus Langen, die ebenfalls in die Großstadt geflüchtet war. Am 5. November 1940 starb Bertha Hess im Alter von 70 Jahren im Rothschild'schen Hospital im Röderbergweg 97 in Frankfurt am Main. Als Todesursache wurde Herzschlag angegeben. Das Hospital war nach dem frühen Tod der Georgine Sara Rothschild von ihrer Familie gestiftet worden. Die Zwangsauflösung dieser Einrichtung erfolgte im April 1941. Levi Hess wurde am 1. September 1942 von Frankfurt am Main ins Ghetto Theresienstadt deportiert. Von dort wurde er am 29. September 1942 ins Vernichtungslager Treblinka verschleppt und ermordet.                        |                                                         |
| Mengelsgasse 4          | Adolf Hess                      | 9. Okt. 2014  | Hier wohnte Adolf Hess Jg. 1906 Flucht 1938 USA | Bertha Hess (* 1870 in Wehrda) war eine Tochter von Samuel Stern und Giedel Löwenstein. Die Familie Stern lebte bereits im 18. Jahrhundert in Wehrda. Der Viehhändler Salomon Stern, Berthas Großvater, erhielt 1816 die Bürgerrechte und kaufte ein Haus in der heutigen Straße 'Rosengarten', die seitdem von den Wehrdaern Judengasse genannt wurde. Bertha Hess geb. Stern hatte mindestens sechs Geschwister. Berthas Ehemann, Levi Hess, wurde 1873 in Oberasphe geboren. Das Ehepaar hatte drei Kinder: Gerda (* 1901), Adolf (* 1906) und Ernst Hess (* 1910). Ernst Hess ging wohl schon vor der NS-Zeit in die USA. Bei der Volkszählung 1940 wurde er in der Bronx in New York City als lediger Angestellter registriert. Er starb am 14. Mai 2004 in Deerfield Beach, Florida. Gerda Hess besuchte von 1911 bis 1917 die Elisabethschule in Marburg. Sie heiratete David Stern (* 1894) in Frankfurt am Main. Dem Ehepaar Gerda Stern geb. Hess und David Stern gelang die Flucht in die USA. Sie erreichten New York im Oktober 1937, wo sie auch weiterhin wohnten. David Stern stellte wohl Kleidung in dem bekannten Garment District in Manhattan her. Er starb im August 1979 im US-Bundesstaat Maryland, seine Frau im Jahr 1991. Adolf Hess blieb bei seinen Eltern in Wehrda. Vater und Sohn arbeiteten als Viehhändler und Metzger. Als 1933 der Antisemitismus zur Staatsraison wurde, wurden die Juden aus dem Wirtschaftsleben gedrängt. Der Pächter des Görzhäuser Hofes bezahlte schon ab 1933 seine Schulden bei dem Viehhändler Levi Hess nicht mehr. Am 15. November 1935 berichtete der Landrat an das Parteigericht der NSDAP, dass die Metzger Ferdinand Lang und Karl Albrecht aus Marburg bei Levi Hess noch Vieh gekauft hätten. Am 8. Juni 1936 verkaufte der Wehrdaer Landwirt Löwer Vieh an Levi Hess, was ebenfalls dem Parteigericht gemeldet wurde. Handel und Gewerbe, die den Lebensunterhalt sichern sollten, waren unter diesen Umständen nicht mehr möglich. 1937 wurde Adolf Hess vom Schöffengericht in Marburg wegen „Anstiftung zur versuchten Abtreibung“ zu neun Monaten Gefängnis verurteilt. Nach seiner Haft wollte er Deutschland im März 1938 verlassen und zu seinen Geschwistern in die USA. Er flüchtete nach Baltimore und lebte 1940 zusammen mit seiner Schwester Gerda und seinem Schwager in New York, wo er wieder als Metzger arbeitete. Er starb 1977. Bertha und Levi Hess mussten auf Druck der Behörden Wehrda ebenfalls verlassen. Sie zogen nach Frankfurt am Main in die Elkenbachstraße 22 in Bornheim. Das Haus gehörte der jüdischen Familie Strauß aus Langen, die ebenfalls in die Großstadt geflüchtet war. Am 5. November 1940 starb Bertha Hess im Alter von 70 Jahren im Rothschild'schen Hospital im Röderbergweg 97 in Frankfurt am Main. Als Todesursache wurde Herzschlag angegeben. Das Hospital war nach dem frühen Tod der Georgine Sara Rothschild von ihrer Familie gestiftet worden. Die Zwangsauflösung dieser Einrichtung erfolgte im April 1941. Levi Hess wurde am 1. September 1942 von Frankfurt am Main ins Ghetto Theresienstadt deportiert. Von dort wurde er am 29. September 1942 ins Vernichtungslager Treblinka verschleppt und ermordet.                        |                                                         |
| Neustadt 27 ⊙           | Marcus Leyser                   | 18. Okt. 2018 | Hier wohnte Marcus Leyser Jg. 1859 unfreiwillig verzogen 1934 Köln Flucht 1938 Holland tot 23.6.1940 Amsterdam                                                      | |                                                         |
| Neustadt 27 ⊙           | Julius Leyser                   | 18. Okt. 2018 | Hier wohnte Julius Leyser Jg. 1898 unfreiwillig verzogen 1934 Köln Flucht 1938 Holland interniert Westerbork deportiert 1943 Sobibor ermordet 23.7.1943             | |                                                         |
| Neustadt 27 ⊙           | Anna Leyser                     | 18. Okt. 2018 | Hier wohnte Anna Leyser geb. Kaufmann Jg. 1901 unfreiwillig verzogen 1934 Köln Flucht 1938 Holland interniert Westerbork deportiert 1943 Sobibor ermordet 23.7.1943 | |                                                         |
| Neustadt 27 ⊙           | Ernst Leyser                    | 18. Okt. 2018 | Hier wohnte Ernst Leyser Jg. 1930 unfreiwillig verzogen 1934 Köln Flucht 1938 Holland interniert Westerbork deportiert 1943 Sobibor ermordet 23.7.1943              | |                                                         |
| Neustadt 27 ⊙           | Hans Leyser                     | 18. Okt. 2018 | Hier wohnte Hans Leyser Jg. 1932 unfreiwillig verzogen 1934 Köln Flucht 1938 Holland interniert Westerbork deportiert 1943 Sobibor ermordet 23.7.1943               | |                                                         |
| Oberweg 21              | Heinrich Berger                 | 9. Okt. 2014  | Hier wohnte Dr. Heinrich Berger Jg. 1874 gedemütigt/entrechtet Zwangsruhestand 1936 tot 12.10.1939                                                                  | |                                                         |
| Ockershäuser Straße 82  | Meier Drucker                   | 28. Apr. 2008 | Hier wohnte Meier Drucker Jg. 1871 deportiert 1942 Theresienstadt ermordet                                                                                          | |                                                         |
| Ockershäuser Straße 82  | Jeanette Drucker                | 28. Apr. 2008 | Hier wohnte Jeanette Drucker geb. Goldschmidt Jg. 1877 deportiert 1942 Theresienstadt ermordet                                                                      | |                                                         |
| Ockershäuser Straße 82  | Max Drucker                     | 28. Apr. 2008 | Hier wohnte Max Drucker Jg. 1912 deportiert 1942 Majdanek ermordet 15.8.1942                                                                                        | |                                                         |
| Rosenstraße 2 ⊙         | Julius Fürst                    | 29. Sep. 2011 | Hier wohnte Julius Fürst Jg. 1873 deportiert 1942 Theresienstadt ermordet in Auschwitz                                                                              | |                                                         |
| Rosenstraße 2 ⊙         | Martha Fürst                    | 29. Sep. 2011 | Hier wohnte Martha Fürst Geb. Gumperg Jg. 1883 deportiert 1942 Theresienstadt ermordet in Auschwitz                                                                 | |                                                         |
| Schückingstraße 24      | Hermann Jacobsohn               | 20. März 2006 | Hier wohnte Herman Jacobsohn Jg. 1879 Flucht in den Tod 27.4.1933                                                                                                   | 1911 außerordentlicher Professor für Vergleichende Sprachwissenschaften in Marburg, 1928 Dekan der Altphilologischen Fakultät, 1929 Leiter des Deutschen Sprachatlasses, am 25.4.1933 wegen jüdischer Abstammung entlassen |                                                         |
| Schwanallee 15          | Rosa Bergel                     | 11. Mai 2010  | Hier wohnte Rosa Bergel Geb. Baum Jg. 1871 deportiert 1942 Theresienstadt Treblinka ermordet                                                                        | |                                                         |
| Schwanallee 15          | Bertha Baum                     | 11. Mai 2010  | Hier wohnte Bertha Baum Jg. 1876 deportiert 1942 Theresienstadt ermordet 21.2.1943                                                                                  | |                                                         |
| Schwanallee 57 ⊙        | Helmut Völker                   | 28. Apr. 2008 | Hier wohnte Helmut Völker Jg. 1931 eingewiesen 1938 'Heilanstalt’ Scheuern ermordet 30.9.1944 'Heilanstalt’ Hadamar                                                 | 1931 in Folge einer Vergewaltigung seiner 13-jährigen Mutter Ottilie Völker nichtehelich geboren, lebte Helmut mit seiner Mutter bis 1934 im Mädchen- und Kinderheim Bethesda, Schwanallee 57. Dann war seine Mutter gezwungen, das Heim und Helmut zu verlassen, weil sie eine landwirtschaftliche Dienststelle antreten musste. Helmut blieb drei Jahre im Kinderheim, bevor er aufgrund der Diagnose „Schwachsinn mittleren Grades“ und anderer, zum Teil nicht überprüfbarer körperlicher Befunde, nach Hephata in Treysa verlegt wurde. Von November 1938 bis Januar 1939 lebte er wieder in Marburg in der Landesheilanstalt Cappeler Straße 98. In seiner Akte wurde als „Rasse“ „ostisch“ angegeben – damit war er von offizieller Seite als „unwertes“ Leben „abgestempelt“. Daraus folgte die Verlegung in die „Heilerziehungs- und Pflegeanstalt“ Scheuern bei Nassau (Lahn) wo er, mittlerweile als erbkrank diagnostiziert, noch vier Jahre und acht Monate lebte. Die Gesuche der inzwischen verheirateten Mutter auf Besuch und Urlaub wurden systematisch unterbunden. Immer wieder wurde sie vertröstet, ihr Sohn mache nicht die erforderlichen Fortschritte. Nicht einmal Päckchen von seiner Mutter zum Geburtstag bekam er zugestellt. Als er „wegen Erfolglosigkeit ausgeschult“ worden war, bedeutete das sein Todesurteil. Am 3. September 1944 wurde Helmut Völker nach Hadamar bei Limburg an der Lahn gebracht. „Erkrankt an Pneumonie, Fieber, Herzschwäche“, hieß es in seiner Akte, er „erholt sich nicht mehr, heute Exitus“, wurde am 30. September 1944 notiert. Angebliche Krankheiten sollten die Ermordung verschleiern. Ottilie Völker erfuhr offiziell nie den wahren Grund des so plötzlichen Todes ihres Sohnes, auch wenn sie nicht aufhörte, um Antwort zu bitten. So schrieb sie: „Mein armer Junge war mir genauso viel wert, wie jeder anderen Mutter ihr Kind“. |                                                         |
| Steinweg 12 ⊙           | Gerson Isenberg                 | 1. März 2007  | Hier wohnte Gerson Isenberg Jg. 1896 verhaftet 1938 Buchenwald ermordet 14.11.1938                                                                                  | |                                                         |
| Steinweg 12 ⊙           | Selma Isenberg                  | 1. März 2007  | Hier wohnte Selma Isenberg Geb. Hirsch Jg. 1896 deportiert 1942 Theresienstadt ermordet 18.5.1944                                                                   | |                                                         |
| Stresemannstraße 11     | Abraham Spier                   | 18. Okt. 2018 | Hier wohnte Abraham Spier Jg. 1886 deportiert 1942 Theresienstadt 1944 Auschwitz ermordet                                                                           | |                                                         |
| Stresemannstraße 11     | Ricka Spier                     | 18. Okt. 2018 | Hier wohnte Ricka Spier Geb. Levita Jg. 1888 deportiert 1942 Theresienstadt 1944 Auschwitz ermordet                                                                 | |                                                         |
| Stresemannstraße 11     | Heinz Hermann Spier             | 18. Okt. 2018 | Hier wohnte Heinz Hermann Spier Jg. 1921 deportiert 1942 Theresienstadt 1944 Auschwitz ermordet                                                                     | |                                                         |
| Stresemannstraße 11     | Betty Franken                   | 18. Okt. 2018 | Hier wohnte Betty Franken Geb. Levita Jg. 1879 deportiert 1941 Riga ermordet                                                                                        | |                                                         |
| Universitätsstraße 20 ⊙ | Meier Wolf                      | 28. Apr. 2008 | Hier wohnte Meier Wolf Jg. 1873 deportiert 1942 Theresienstadt ermordet 15.3.1944                                                                                   | |                                                         |
| Universitätsstraße 20 ⊙ | Käthe Wolf                      | 28. Apr. 2008 | Hier wohnte Käthe Wolf Geb. Hammerschlag Jg. 1883 deportiert 1942 Theresienstadt ermordet in Auschwitz                                                              | |                                                         |
| Universitätsstraße 20 ⊙ | Hans Martin Wolf                | 28. Apr. 2008 | Hier wohnte Hans Martin Wolf Jg. 1914 deportiert 1941 Theresienstadt ermordet in Auschwitz                                                                          | |                                                         |
| Universitätsstraße 20 ⊙ | Anita Wolf                      | 28. Apr. 2008 | Hier wohnte Anita Wolf Geb. De Jonge Jg. 1916 deportiert 1941 ermordet in Auschwitz                                                                                 | |                                                         |
| Universitätsstraße 20 ⊙ | Anschel Hammerschlag            | 28. Apr. 2008 | Hier wohnte Anschel Hammerschlag Jg. 1856 deportiert 1942 Theresienstadt ermordet 8.10.1944                                                                         | |                                                         |
| Untergasse 17           | Hilda Katz                      | 6. Okt. 2012  | Hier wohnte Hilda Katz geb. Levi Jg. 1879 deportiert 1941 Ghetto Riga ermordet                                                                                      | |                                                         |
| Untergasse 17           | Mathilde Katz                   | 6. Okt. 2012  | Hier wohnte Mathilde Katz Jg. 1900 deportiert 1941 Ghetto Riga Riga Jungfernhof ermordet 8.5.1945                                                                   | |                                                         |
| Untergasse 17           | Walter Katz                     | 6. Okt. 2012  | Hier wohnte Walter Katz Jg. 1910 Flucht 1937 Holland interniert Westerbork deportiert 1943 Sobibor ermordet 23.7.1943                                               | |                                                         |
| Untergasse 17           | Irma Katz                       | 6. Okt. 2012  | Hier wohnte Irma Katz geb. Bähr Jg. 1910 Flucht 1937 Holland interniert Westerbork deportiert 1943 Sobibor ermordet 23.4.1943                                       | |                                                         |
| Untergasse 17           | Martin Katz                     | 6. Okt. 2012  | Hier wohnte Martin Katz Jg. 1936 Flucht 1937 Holland interniert Westerbork deportiert 1943 Sobibor ermordet 23.4.1943                                               | |                                                         |
| Untergasse 17           | Susanne Katz                    | 6. Okt. 2012  | Hier wohnte Susanne Katz Jg. 1940 interniert Westerbork deportiert 1943 Sobibor ermordet 23.4.1943                                                                  | |                                                         |
| Weidenhäuser Straße 31  | Ludwig Beck                     | 16. Nov. 2006 | Hier wohnte Ludwig Beck Jg. 1879 verhaftet 1938 Buchenwald ermordet 8.2.1940                                                                                        | | Stolpersteine in Marburg: Ludwig und Irma Beck          |
| Weidenhäuser Straße 31  | Irma Beck                       | 16. Nov. 2006 | Hier wohnte Irma Beck geb. Schuster Jg. 1881 deportiert 1941 ermordet in Riga                                                                                       | | Stolpersteine in Marburg: Ludwig und Irma Beck          |
| Wettergasse 2           | Leopold Marxheimer              | 11. Feb. 2009 | Hier wohnte Leopold Marxheimer Jg. 1885 deportiert 1941 Riga ermordet                                                                                               | | Stolpersteine in Marburg: Marxheimer, Wertheim, Strauss |
| Wettergasse 2           | Ruth Marxheimer                 | 11. Feb. 2009 | Hier wohnte Ruth Marxheimer Jg. 1925 deportiert 1941 Riga ermordet in Stutthof                                                                                      | | Stolpersteine in Marburg: Marxheimer, Wertheim, Strauss |
| Wettergasse 2           | Thekla Marxheimer               | 11. Feb. 2009 | Hier wohnte Thekla Marxheimer geb. Strauss Jg. 1895 deportiert 1941 Riga ermordet                                                                                   | | Stolpersteine in Marburg: Marxheimer, Wertheim, Strauss |
| Wettergasse 2           | Frieda Wertheim                 | 11. Feb. 2009 | Hier wohnte Frieda Wertheim Jg. 1887 deportiert 1942 Theresienstadt ermordet in Treblinka                                                                           | | Stolpersteine in Marburg: Marxheimer, Wertheim, Strauss |
| Wettergasse 2           | Isaak Strauß                    | 11. Feb. 2009 | Hier wohnte Isaak Strauß Jg. 1857 deportiert 1942 Theresienstadt ermordet 17.10.1942                                                                                | | Stolpersteine in Marburg: Marxheimer, Wertheim, Strauss |
| Wettergasse 4           | Moritz Katz                     | 24. Aug. 2013 | Hier wohnte Moritz Katz Jg. 1870 deportiert 1942 Theresienstadt ermordet 11.9.1944                                                                                  | | Stolpersteine in Marburg Katz                           |
| Wettergasse 4           | Toni Katz                       | 24. Aug. 2013 | Hier wohnte Toni Katz geb. Blumenfeld Jg. 1876 gedemütigt/entrechtet tot 24.4.1939                                                                                  | | Stolpersteine in Marburg Katz                           |
| Wilhelmstraße 3         | Hedwig Jahnow                   | 1. März 2007  | Hier wohnte Hedwig Jahnow Jg. 1879 deportiert 1942 Theresienstadt ermordet 22.3.1944                                                                                | Hedwig Jahnow wurde 1879 in Rawitsch (Rawicz), damals eine Stadt in Preußen, als Tochter des Gymnasiallehrers Ascher (Aaron) Inowraclawer und seiner Ehefrau Betty geb. Meyer geboren. Kurz nach ihrer Geburt trat die Familie vom jüdischen zum evangelischen Glauben über und nahm den Namen Jahnow an. Hedwig besuchte private höhere Mädchenschulen und von 1895 bis 1898 ein privates Lehrerinnenseminar in Berlin. Nach einigen Anstellungen als Lehrerin studierte sie sechs Semester als Gasthörerin an der Berliner Universität. 1906 bestand sie dort ihr Oberlehrerinnen-Examen für Geschichte und Evangelische Religion. 1907 trat sie als erste akademisch ausgebildete Lehrerin eine Stelle an der städtischen höheren Mädchenschule (heutige Elisabethschule) in Marburg an, 1925 wurde sie dort zur stellvertretenden Direktorin ernannt. Hedwig Jahnow war auch politisch tätig. Bei der ersten Kommunalwahl, bei der Frauen das aktive und passive Wahlrecht hatten, kandidierte sie für die Deutsche Demokratische Partei (DDP) und wurde ins Marburger Stadtparlament gewählt. 1920 war sie die erste Frau im Magistrat. Daneben schrieb sie zahlreiche Aufsätze und eine Arbeit über Das hebräische Leichenlied im Rahmen der Völkerdichtung, für die ihr schließlich 1926 als erster Frau überhaupt von der Universität Gießen die Ehrendoktorwürde (Licentiat) der Theologischen Fakultät im Fach „Altes Testament“ verliehen wurde. Ende 1935 wurde sie von der NS-Regierung wegen ihrer jüdischen Herkunft zwangsweise in den Ruhestand versetzt. 1938 versuchte sie nach England zu emigrieren, was jedoch misslang. Im Mai 1942 wurde sie wegen „Hörens von Feindsendern“ denunziert und zu fünf Jahren Zuchthaus verurteilt. Da im September 1942 die letzten Marburger Juden ins Ghetto Theresienstadt deportiert werden sollten, wurde sie aus dem Zuchthaus zur Deportation „entlassen“. Am 22. März 1944 starb Hedwig Jahnow in Theresienstadt an Unterernährung. Im Marburger Stadtwald wurde eine Straße nach ihr benannt. |                                                         |